# Kathedrale von Narbonne

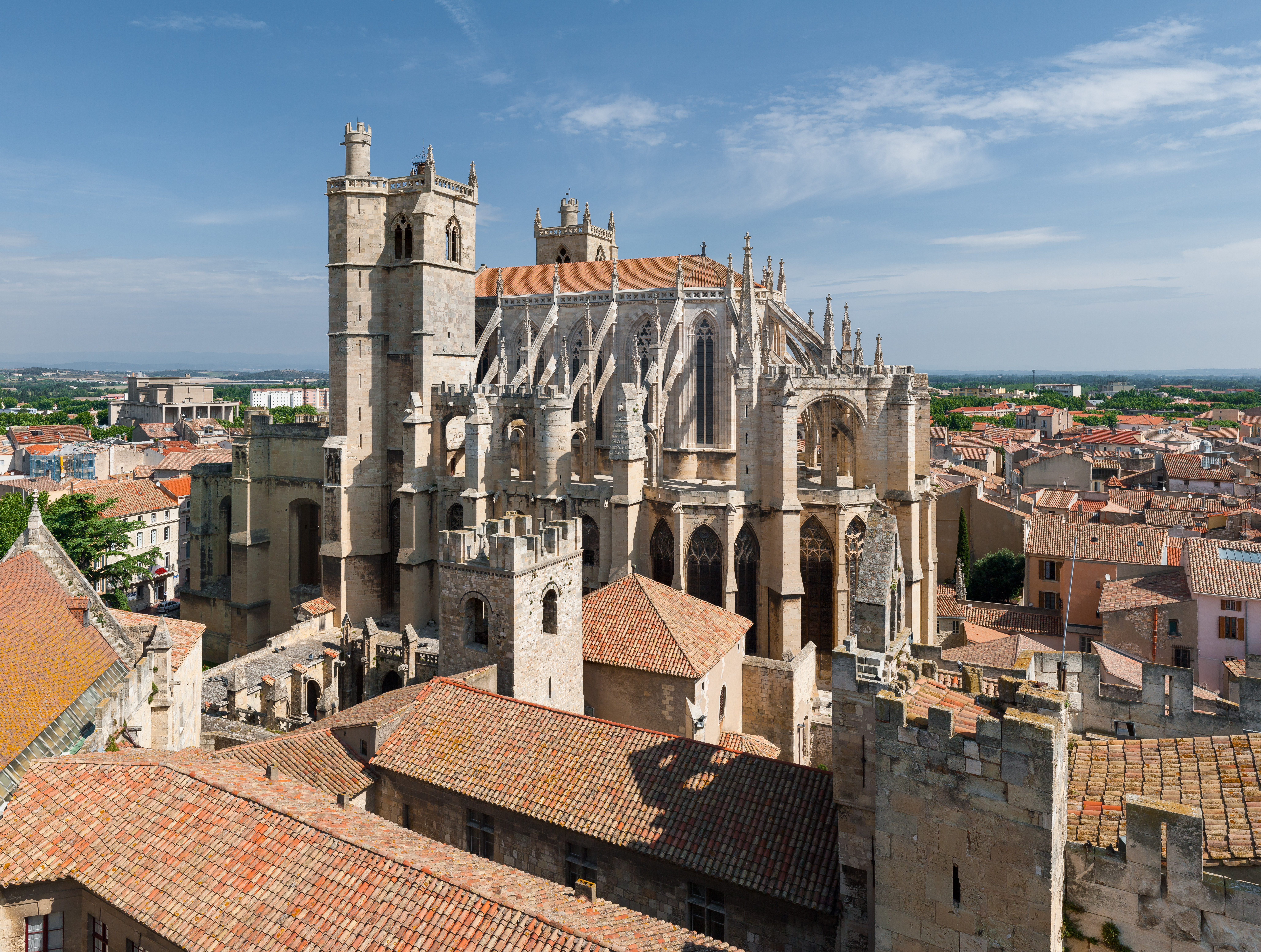
Kathedrale von Narbonne

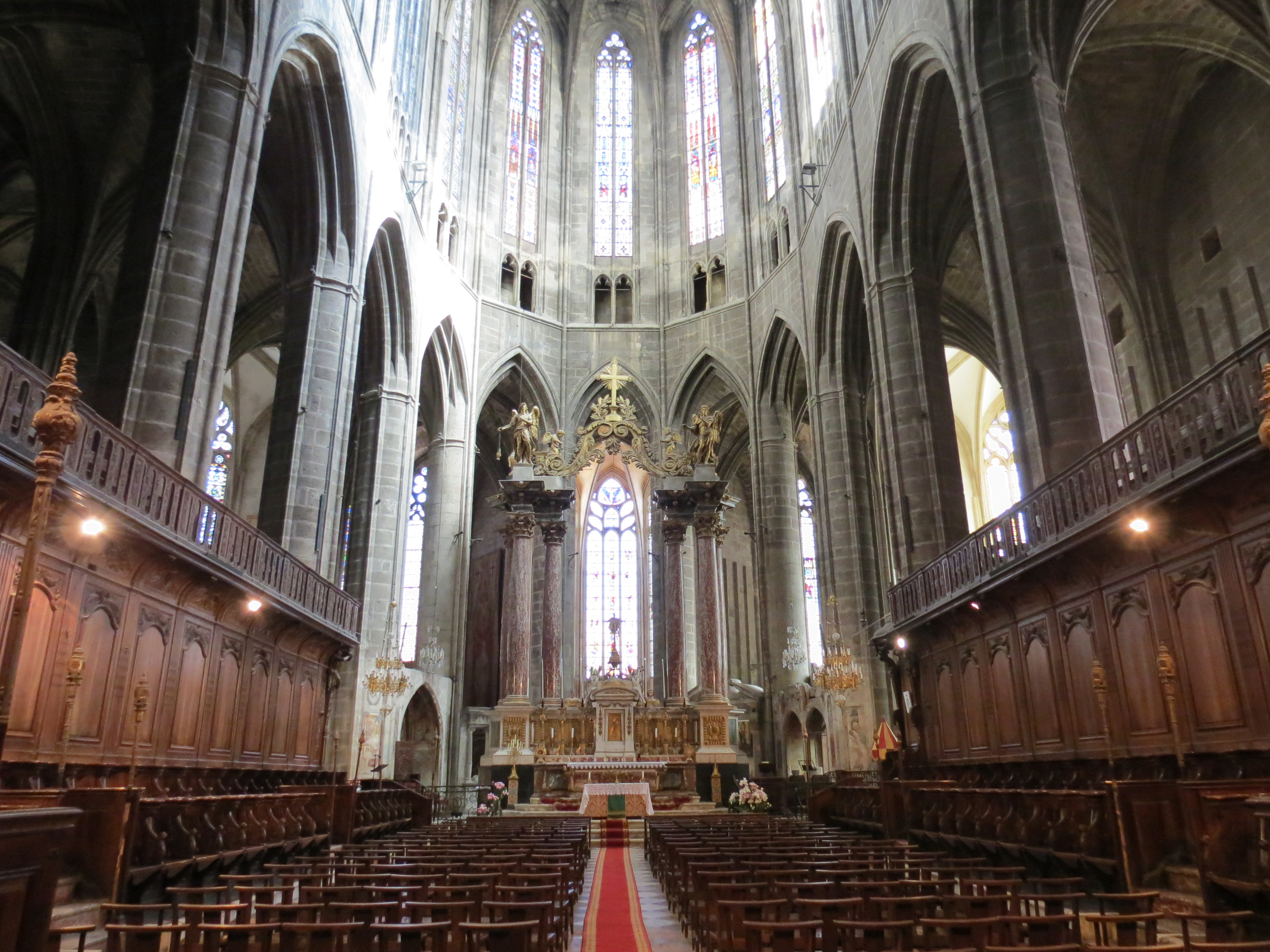
Chor

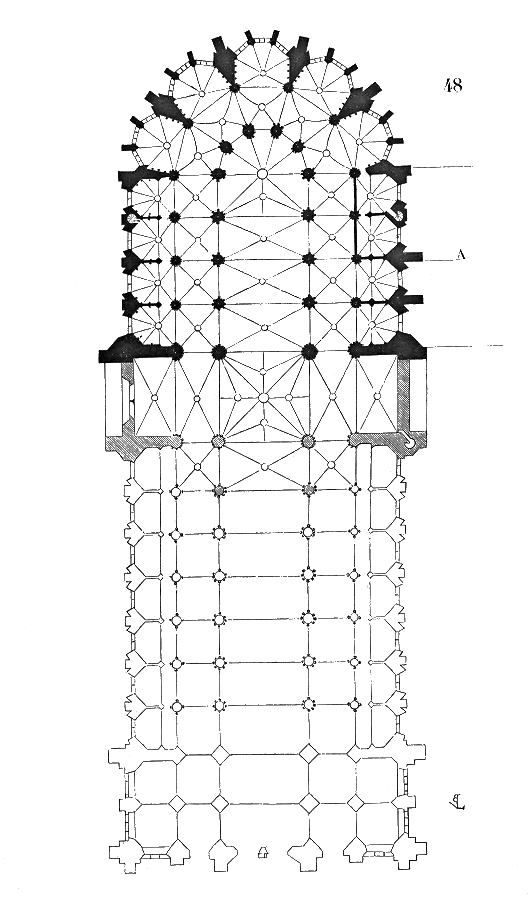
Grundriss

Die Kathedrale von Narbonne (französisch Cathédrale Saint-Just-et-Saint-Pasteur de Narbonne) in der südfranzösischen Stadt Narbonne ist eine unvollendete römisch-katholische ehemalige Bischofskirche. Die heute als Basilica minor eingestufte Kirche hat seit dem Jahr 1840 den Status eines Monument historique. Mit ihren beinahe 41 m Gewölbehöhe gehört sie zu den höchsten Kirchen Frankreichs.

## Lage
Die ca. 15 bis 25 m hoch gelegene Stadt Narbonne ist nur etwa 10 km vom Mittelmeer entfernt. Die ehemalige Kathedrale befindet sich heute am Canal de la Robine im Zentrum der Altstadt; zur Zeit ihrer Erbauung lag sie nahe der Stadtmauer.

## Geschichte
Ungefähr an der gleichen Stelle wurde ursprünglich eine konstantinische Basilika gebaut, die kurz nach dem Edikt von 313, das die christliche Religion erlaubte, errichtet wurde. Im Jahr 441 wurde sie durch ein Feuer zerstört, und es dauerte 37 Tage, um die Reste zu beseitigen, welche das Feuer überstanden hatten. Es folgte eine frühchristliche Basilika, die der Bischof in vier Jahren erbaute, nachdem ihn der Präfekt der Gallier, Marcellus, in seinem Vorhaben bestärkt hatte. Die Fertigstellung der Basilika erfolgte am 29. November 445.
Ein Gemälde, wahrscheinlich ostkirchlichen Ursprungs, der ursprünglich dem hl. Genesius von Arles geweihten Kirche, zeigt einen bartlosen Christus, der nur mit dem Subligaculum, dem typischen athletischen Lendenschurz der römischen Antike, bekleidet ist. Diese Figur des fast nackten gekreuzigten Christus hellenistischen Typs war im 6. Jahrhundert nicht mehr üblich. Gregor von Tours berichtet im Jahr 593 in seinem De-Gloria-Martyrium, dass Christus einem Priester namens Basilius dreimal in einer Traumvision erschien, seine Nacktheit anprangerte und ihm mit dem Tod drohte, wenn er sie nicht bedecken würde.
Im Atrium der Kirche von Saint-Rustique lässt das Vorhandensein von muslimischen Überresten darauf schließen, dass eine Moschee von den Umayyaden-Arabern zwischen 719 und 759, also während der Anwesenheit der Sarazenen im Süden Frankreichs, errichtet worden sein könnte.
Im Jahr 782 erhielt die Kirche das Patrozinium der jungen spanischen Märtyrer Justus und Pastor. Erhaltene Überreste sind zwei römische Säulen aus dem Forum, die im Kirchenschiff (nef) wiederverwendet wurden (sichtbar im Kreuzgang); der Türsturz mit Widmung; eine Ädikula aus weißem Marmor (zu sehen im Lapidarium).
Eine karolingische vorromanische Kathedrale wurde im Jahr 890 von Erzbischof Theodard erbaut, der am 1. Mai 893 starb. Es gibt noch den weitgehend restaurierten Glockenturm, bekannt als Theodards Glockenturm, der vom Kreuzgang aus sichtbar ist. Trotz der Hilfe von drei Päpsten verfiel diese Kirche.
Der Bau der heutigen Kathedrale begann im Jahr 1272. Bis ins 18. Jahrhundert war Narbonne erzbischöflicher Sitz, bis es dann durch das Konkordat von 1801 in der Diözese von Carcassonne aufging. Die Kirche Saint-Just-et-Saint-Pasteur erhielt den Rang einer Konkathedrale. Weiterhin wurde sie durch Papst Leo XIII. im Jahr 1886 in den Rang einer Basilica minor erhoben.
Der Bau der gotischen Kathedrale war ein politischer Akt, der im Jahr 1268 von Papst Clemens IV., dem ehemaligen Erzbischof von Narbonne, beschlossen wurde. Der Papst sagte, dieses Werk werde nach dem Vorbild der prächtigen Kathedralen des Königreichs Frankreich geschaffen. Der Grundstein der heutigen Kirche wurde am 13. April 1272 von Erzbischof Maurin im Fundament der heutigen Herz-Jesu-Kapelle gelegt. Der Bau der Kathedrale von Saint-Just und Saint-Pasteur wurde bereits 1264 geplant, aber erst 1272 begonnen; der Chor wurde 1332 fertiggestellt.

## Baumeister
Dieses Gebäude, das nach dem gleichen Grundriss wie die Kathedralen von Clermont und Limoges errichtet wurde, scheint den gleichen Architekten, nämlich Jean Deschamps, gehabt zu haben. Dies ist jedoch nicht sicher, da es offenbar mehrere Architekten dieses Namens gab, die auf verschiedenen Baustellen arbeiteten.
Die meisten der Seitenkapellen wurden zwischen 1295 und 1309 von Dominique de Fauran erbaut. Sein Sohn Jacques de Fauran (1309–1336) errichtete das erste Stockwerk der Türme und vollendete den Bau des Chorhaupts. Danach wurden die Arbeiten von Raymond Aicard (1336–1349) langsam fortgesetzt, der die Fundamente des Querschiffs legen ließ und zwei Seitenportale an den Enden des Querschiffs begann. Pierre Daniel de Carcassonne und Louis Richecler (1349–1354) arbeiteten an dem Querschiff und den oberen Stockwerken der Türme. Später wurden diese restauriert, teilweise durch einen Brand im Jahr 1405 zerstört. Der Nordturm wurde von Erzbischof François de Conzié und dem Kapitel repariert.
Narbonne hat seit Beginn des 3. Jahrhunderts, der Zeit des ersten Bischofs, des Heiligen Paulus von Narbonne, einen Metropolitanbischof. Auf Bitten Karls des Großen erhob Papst Leo III. den Bischofssitz von Narbonne im Jahr 810 zum Erzbistum. Zwei Erzbischöfe, Guy Foulquoy im 13. Jahrhundert und Kardinal Giulio de Medici im 14. Jahrhundert, wurden unter den Namen Clemens IV. und Clemens VII. zu Päpsten. Das Erzbistum Narbonne blieb bis zum Konkordat von 1801 bestehen. In der neuen Organisation der Diözesen wurde die Stadt der Diözese Carcassonne angegliedert, deren Bischof erst seit 2004 an der Spitze der Diözese Carcassonne und Narbonne steht. Zwischen 1801 und diesem Datum war es der Erzbischof von Toulouse, der den erzbischöflichen Titel des Erzbischofs von Toulouse und Narbonne führte. Kardinal Saliège war der letzte Erzbischof von Toulouse, der dieses Amt führte.

## Ursachen für die Einstellung der Bauarbeiten
Die Kathedrale sollte die Form eines lateinischen Kreuzes haben. Es ist leicht zu erkennen, dass nur der Chor (der Kopf des Kreuzes) fertig ist und das Querschiff (die Arme des Kreuzes) gerade erst begonnen ist, ebenso wie das Hauptschiff (Füße des Kreuzes).
Die Gründe für diese Unvollständigkeit sind:
- Mangel an Geldmitteln, aber dies ist nicht der wichtigste Grund;
- Die Streitigkeiten im Stadtrat. Dieser zweite Grund war entscheidend, wie in der Folge dargelegt wird;
- Das Wiederaufflammen des Hundertjährigen Krieges. Im Jahr 1355 belagerte der Schwarze Prinz die Stadt, was zeigte, dass die Stadtmauern notwendig waren;
- Die Katastrophen, die im 14. Jahrhundert in der Stadt häufiger vorkamen, wie die Pest (1348 bis 1355), die die Stadt demoralisierte und Trümmer und Tod brachte, oder der Reiterangriff des Schwarzen Prinzen.

Diese Ereignisse hatten zu einer Neubewertung der Befestigungsanlagen geführt. Die Städte beeilten sich nun, ihre alten Mauern zu reparieren oder neue zu bauen. Bei dieser Gelegenheit brach mehr als ein Konflikt zwischen den verschiedenen Ansprüchen der Bischöfe, Herren und Stadträten aus, die sich die Gerichtsbarkeit und Autorität teilten. Die neuen Gebäude sollten an die Stadtmauer stoßen, und es war unmöglich, das geplante Querschiff zu bauen, ohne die alte vorgotische Stadtmauer aus dem 5. Jahrhundert niederzulegen. Aber auch die Stadträte, die behaupteten, die Eigentümer der Stadtmauern zu sein, versuchten, ihre Rechte geltend zu machen. Die Folge war ein Rechtsstreit.
Der Prozess zwischen dem Kapitel und den Stadträten
Im Jahr 1925 veröffentlichte Abt Sigal eine detaillierte Studie über die Konfrontation zwischen den Stadträten der Stadt Narbonne und dem Kapitel bezüglich der Fertigstellung des Baus der Kathedrale von Narbonne. Die Stadträte von Narbonne, die sich bereits 1344 mit dem Erzbischof wegen des Abrisses des Kapitolsturms im Krieg befanden, widersetzten sich jedem Vorhaben des Kapitels, als dieses im Jahr 1345 die Mauern der Stadt niederlegen wollte. Trotz dieses Widerstands beschlossen die Kanoniker, mit der Fertigstellung der Kathedrale fortzufahren und appellierten an die Autorität des Königs. Dann begann 1345 dieser Prozess, der acht Jahre dauerte und 1354 ein plötzliches Ende fand. Der Abschluss fand erst 1361 statt. Daraufhin wurde Frieden zwischen dem Stadtrat und dem Kapitel geschlossen. Das Kapitel erhielt das Recht, einen Kreuzgang an die noch intakten Befestigungsanlagen zu bauen. Der Preis des Friedens war jedoch die unvollendete Kathedrale.

## Eine Kathedrale der Nordgotik in südgotischer Form
Nach Viviane Paul würde ein anderer Kompromiss die Gestaltung der Kathedrale von Narbonne erklären, die als vierte Kirche an diesem Ort gebaut wurde: „Die Kathedrale von Narbonne war nie ein Bauwerk, das direkt von Norden nach Süden verpflanzt wurde, sondern von Anfang an das Ergebnis eines Kompromisses, eines Ausgleichs zwischen Norden und Süden. Kam das Vorbild aus dem Norden, wurde der Geschmack der dortigen Geldgeber für die Architektur des Südens maßgeblich respektiert.“ Kimpel und Suckale vertreten demgegenüber die These, dass die Gotik der Île-de-France im Süden den sichtbaren Ausdruck für die Unterdrückung der häretischen Albigenserbewegung darstellte und betrachten sie als eine Form des Kulturimperialismus.

## Projekte zur Vollendung

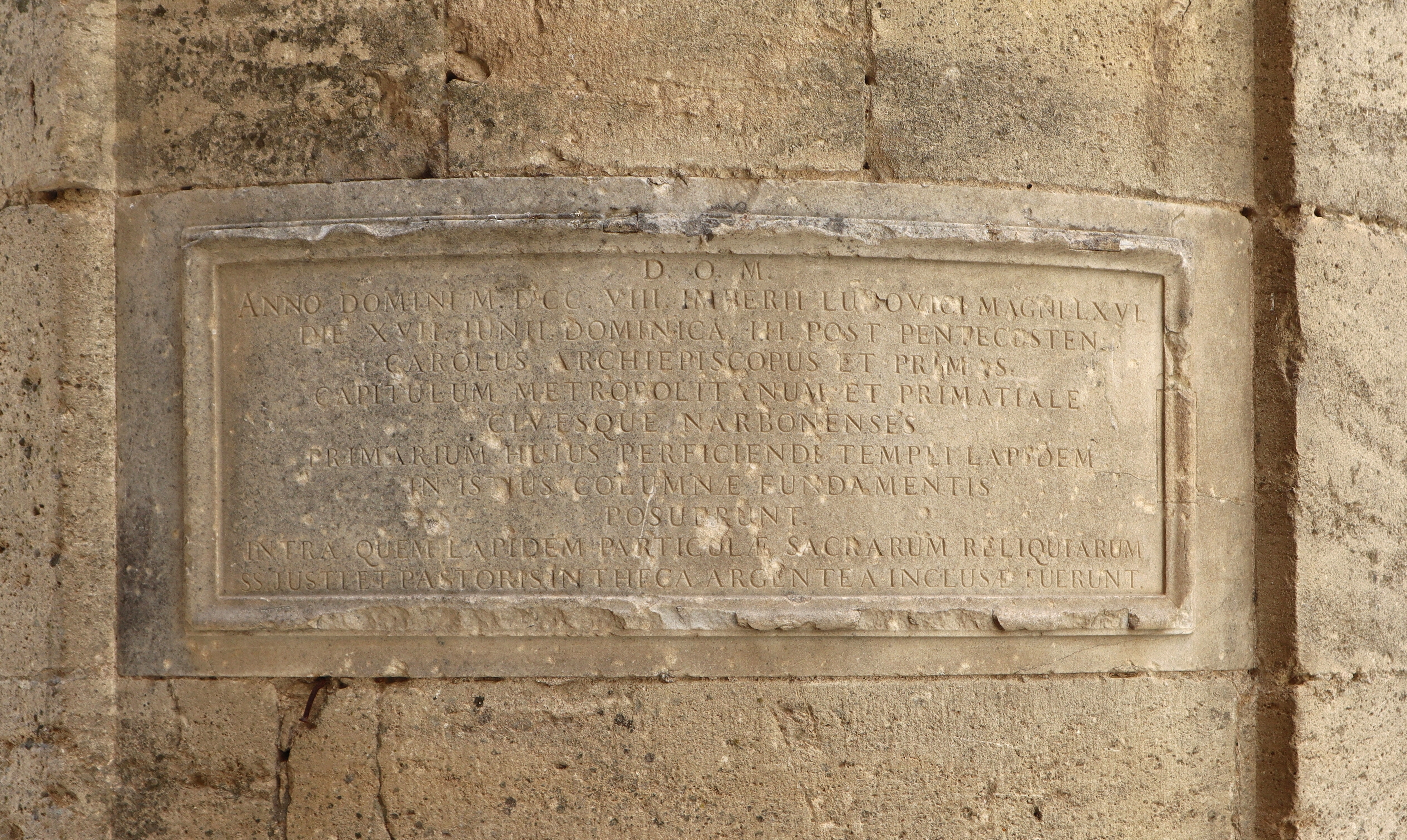
Bauinschrift (1708) anlässlich der Grundsteinlegung von „Saint-Eutrope“

Nach der Mitte des 14. Jahrhunderts wurden die Bauarbeiten allmählich eingestellt. In den folgenden Jahrhunderten wurden jedoch drei Versuche unternommen, den Bau zu vollenden:
Im Jahr 1514 ließ der Erzbischof Guillaume Briçonnet die alten Mauern abreißen, die zwischen den heute (seit 1708) Cour Saint Eutrope genannten Bauten und dem Gebäude verlaufen, das bis dahin noch die Kapelle der Blauen Büßer war, nachdem es die Templerkapelle außerhalb der Mauern gewesen war. Als die Anlage vergrößert wurde, ging das Gelände in den Besitz der Erzbischöfe von Narbonne über. Doch Briçonnet starb am 14. Dezember 1514.
Im Jahr 1708 griff Erzbischof Charles Le Goux de La Berchère die Pläne des Kapitels auf und ließ die Außenkapellen, die als Saint-Eutrope-Gebäude bekannt sind, im gotischen Stil, abgewandelt durch klassizistische Formen, errichten. Nach dem Tod des Erzbischofs am 2. Juni 1719 wurden die Arbeiten eingestellt. Sein Nachfolger, Erzbischof René de Beauvau, gab 1722 noch Mittel dafür aus, dann wurden sie wieder aufgegeben.
Schließlich unternahm Viollet-le-Duc 1840 den Versuch, das Werk aus dem 18. Jahrhundert mit einer befestigten Vorhalle zu versehen, doch Unstimmigkeiten mit der Bauhütte der Kathedrale führten nach wenigen Monaten zu seiner Abreise aus Narbonne, und die Arbeiten an der Kathedrale ruhen seitdem.

## Architektur

### Außenbau
Der Bau der Kathedrale ist eines der ehrgeizigsten Projekte des französischen Königreichs im 13. Jahrhundert. Die Kathedrale hat einen Chor von imposanten Ausmaßen: 40 m breit, 60 m lang, bei einem Mittelschiff von 15,20 m Breite. Die Gewölbe sind 41 m hoch; unter den gotischen Kathedralen in Frankreich sind nur die von der Kathedrale von Beauvais (48 m), Amiens (42,3 m) und Metz (42 m) höher. An der Außenseite zeigt sich die gleiche Originalität in der Anlage der großen Terrassen an der Apsis, der befestigten Galerie, die die Spitzen der Strebepfeiler verbindet und die Raffinesse der zweistöckigen doppelten Strebebögen. Schließlich machen die Schönheit des Bauwerks mit seiner Höhenstaffelung, die Vollendung der Gewölbe und das Gleichgewicht ihrer gegliederten Massen die Kathedrale von Narbonne zu einem der bedeutendsten Bauwerke des frühen 14. Jahrhunderts.

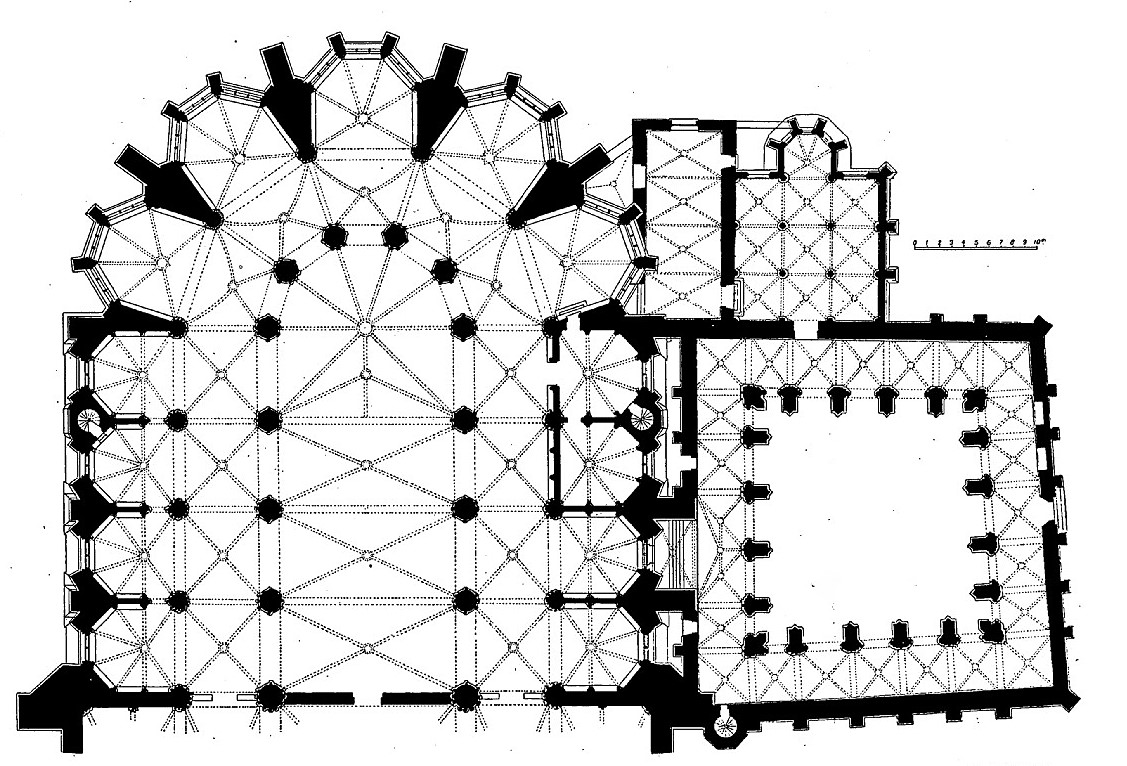
Grundriss von Chor und Kreuzgang Archäologischer Kongress von Frankreich 1906 von Henri Nodet (1855–1941)
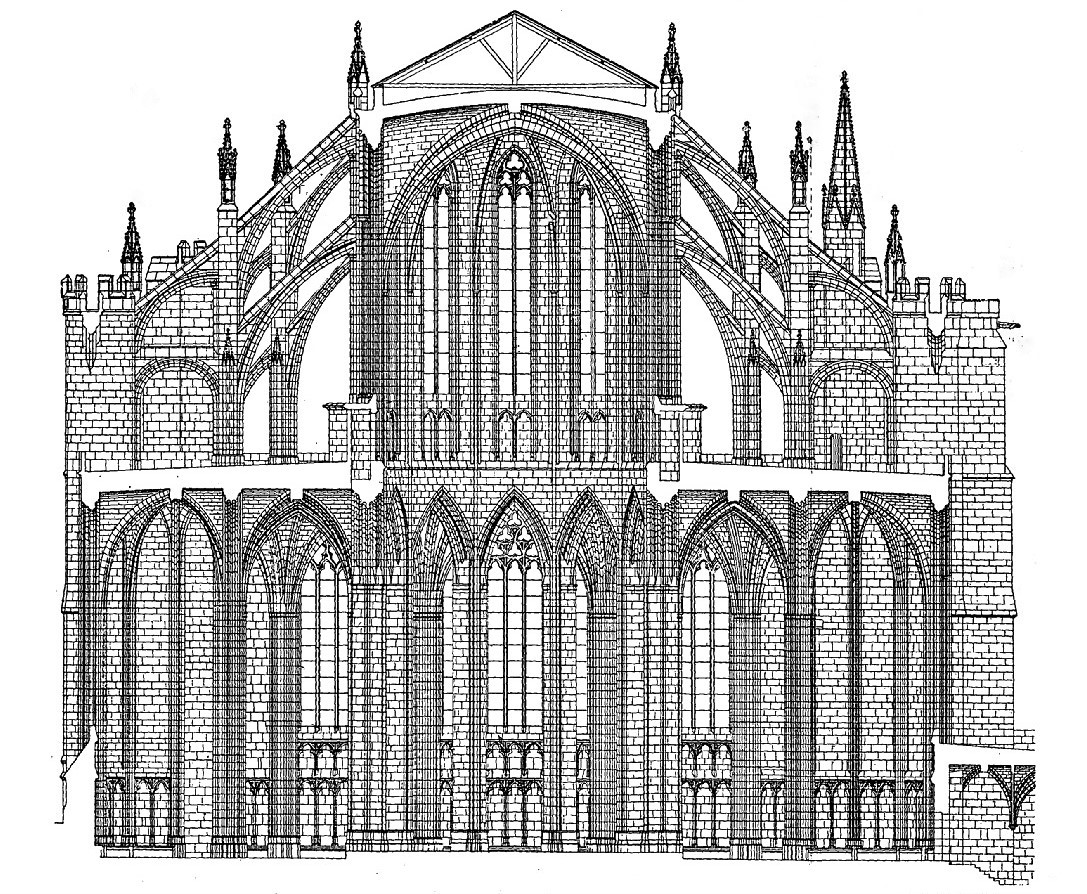
Querschnitt durch den Chor von Henri Nodet (1855–1941)
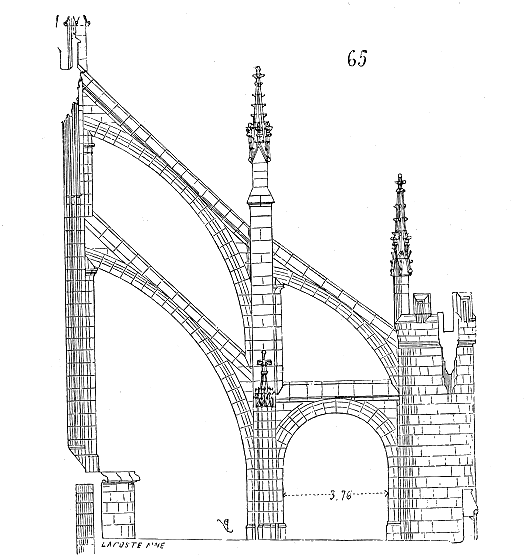
Darstellung eines Strebesystems, nach Eugène Viollet-le-Duc
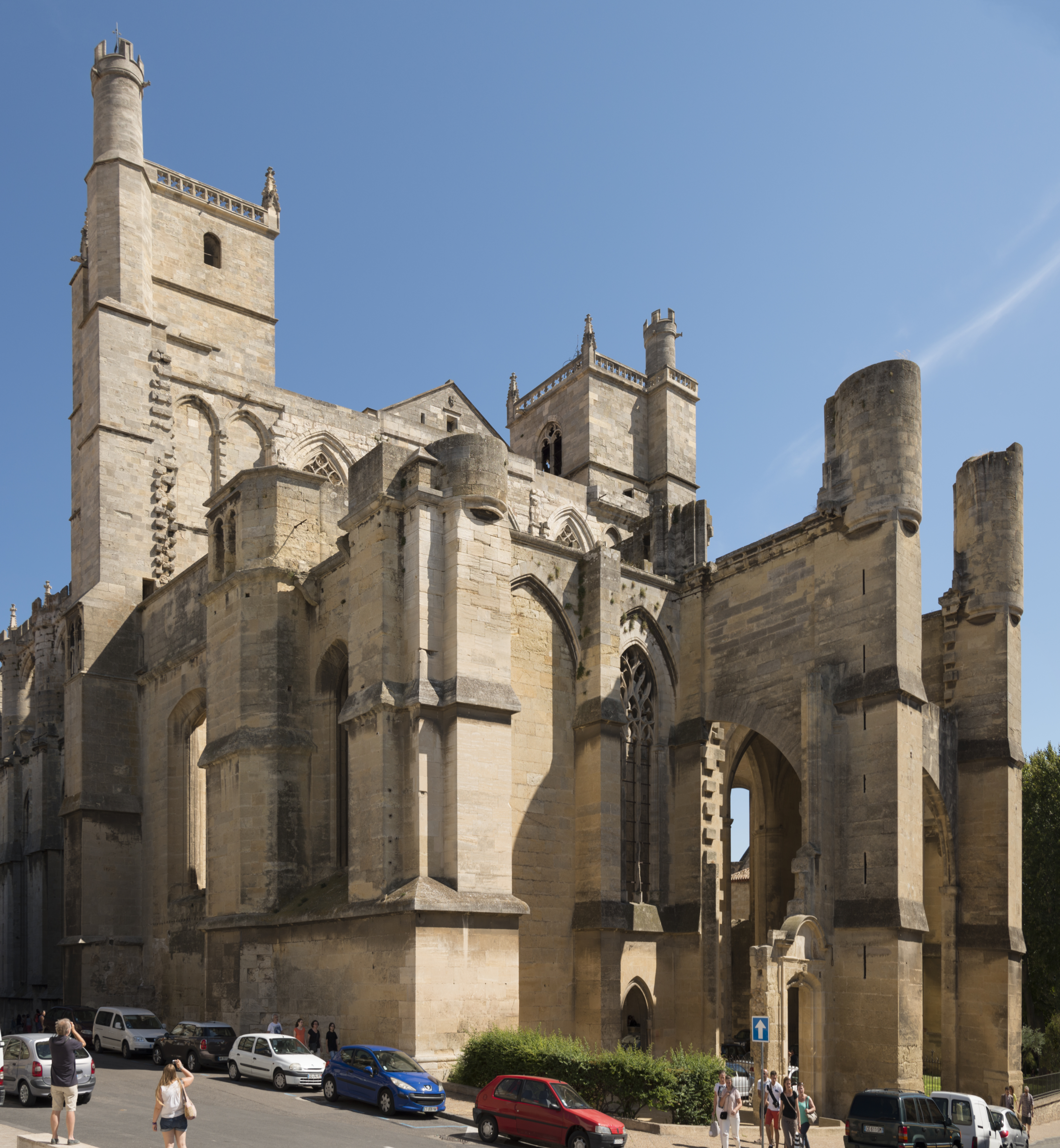
Die Nordwest-Ansicht
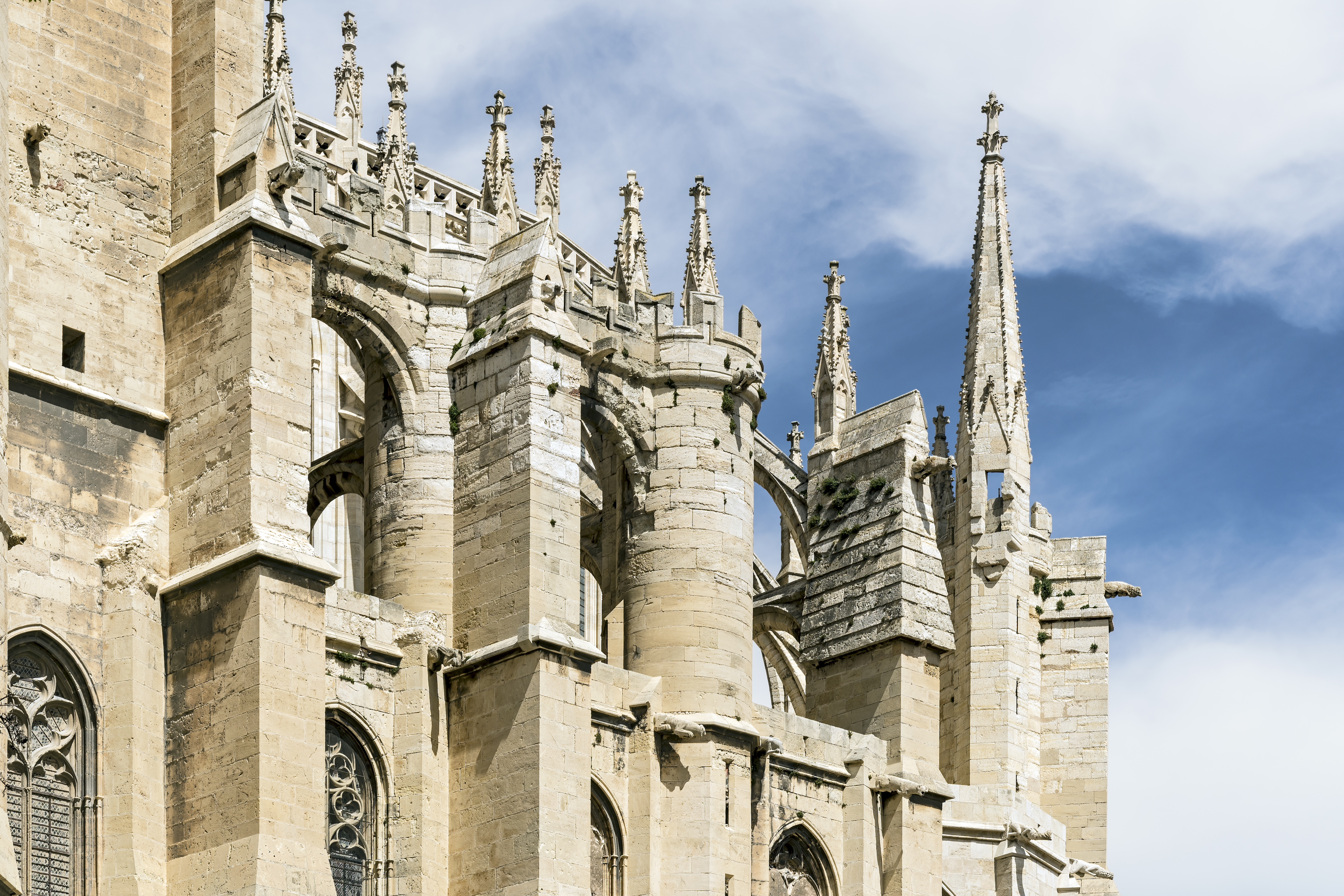
Strebewerk mit Galerie
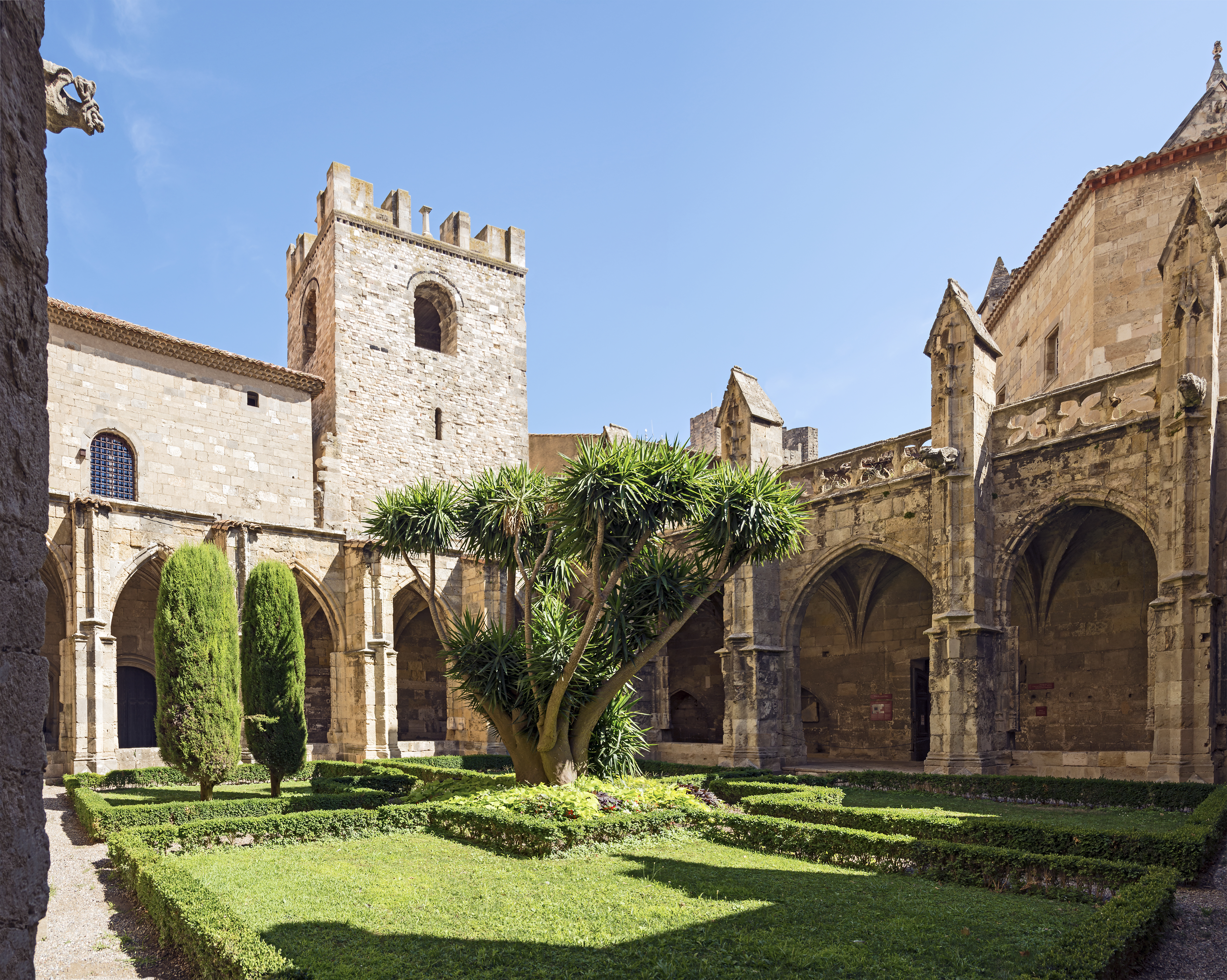
Der Kreuzgang und der Glockenturm der Theodard-Kirche
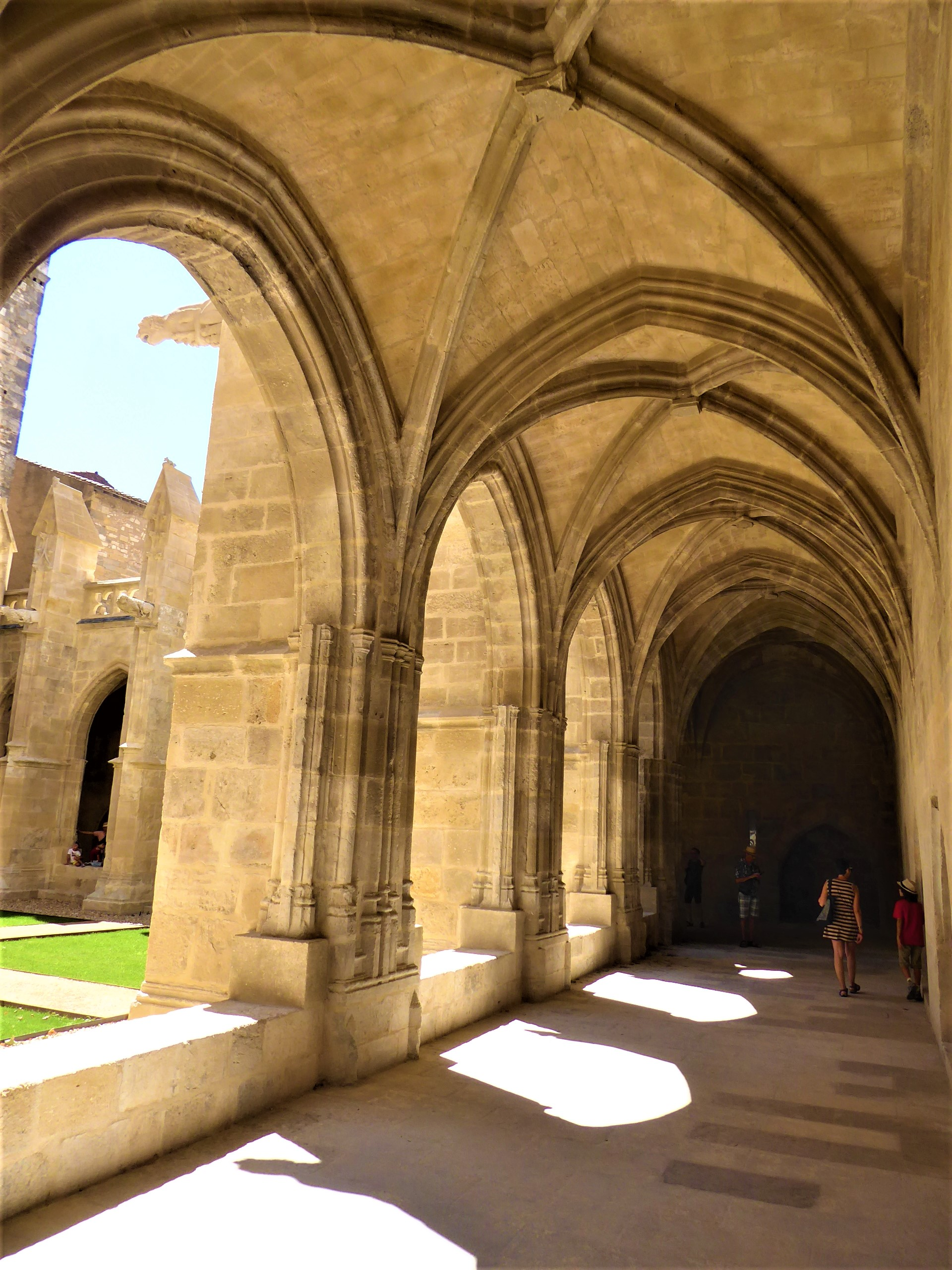
Blick in den Kreuzgang
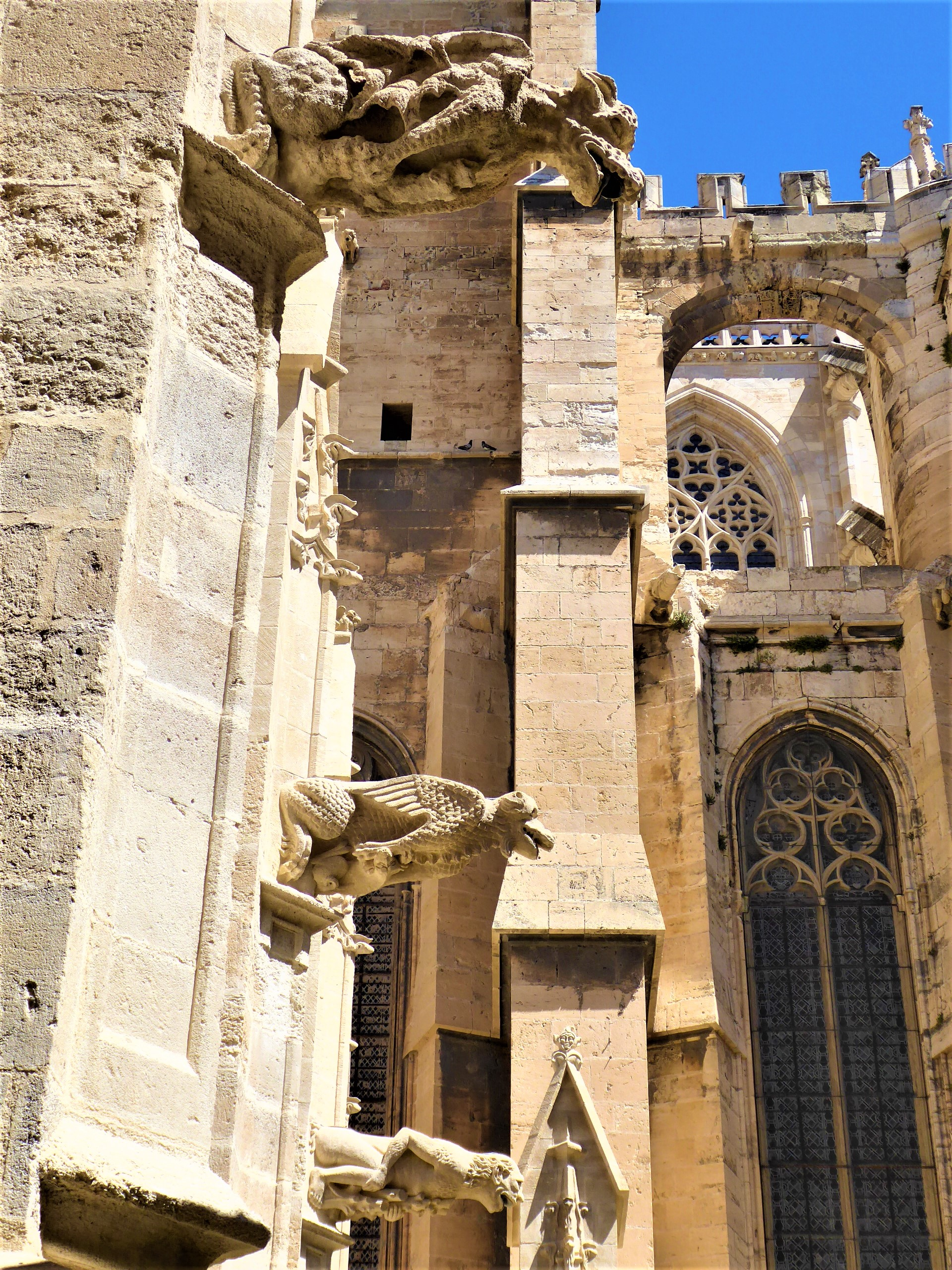
Wasserspeier am Kreuzgang
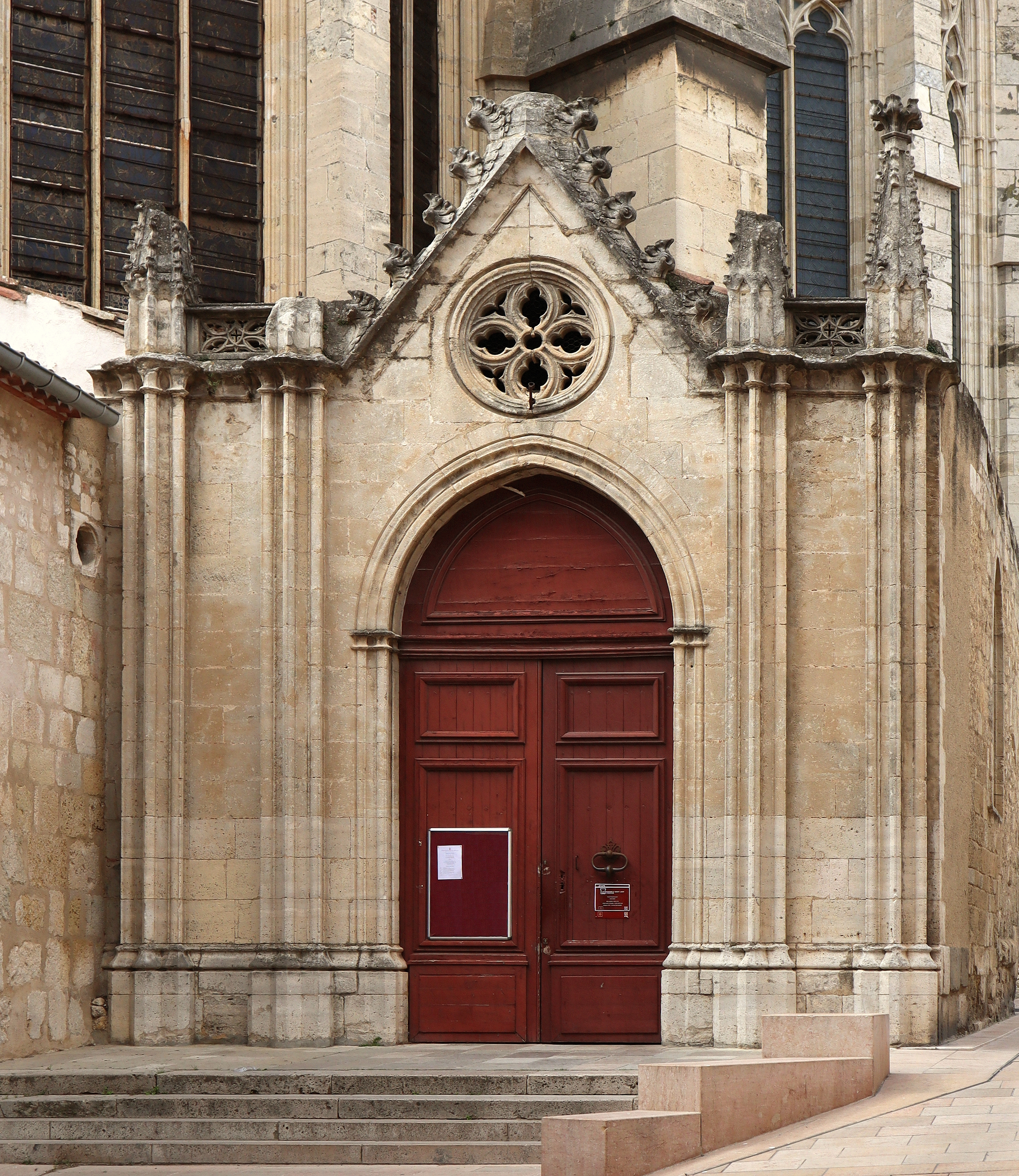
Portal

### Kreuzgang
Erbaut wurde der Kreuzgang von 1349 bis 1417 an der Stelle des karolingischen Doms, dessen Glockenturm (Glockenturm der Theodardkirche) noch erhalten ist. Der Kreuzgang, der sich an die Mauer aus dem 5. Jahrhundert lehnt und mit dem erzbischöflichen Palast verbunden ist, weist begonnene  Befestigungsanlagen auf. Seine vier einheitlichen Flügel werden von großen Arkaden gerahmt, die eine Maß- und Stabwerkfüllung erhalten sollten. Sie werden zum Teil von einer Vierpassbalustrade gekrönt. Seine Strebepfeiler sind mit kuriosen Wasserspeiern verziert und mit einer extravaganten Fiale versehen.
Der Hof von Saint-Eutrope
Der Hof von Saint-Eutrope, der dem gotischen Chor der Kathedrale folgt, entspricht dem Querschiff der Kirche. Sie wird im Westen durch den Eingang des Kirchenschiffs begrenzt, das ursprünglich fünf fünfseitige Kapellen auf jeder Seite haben sollte, von denen nur zwei gebaut wurden. Das fertige Gebäude wäre etwa 120 m lang gewesen. Um 1340 wurden die unteren Teile des nördlichen Arms des Querschiffs gebaut, was man an der helleren Schattierung des Steins erkennen kann. Die Fortführung der Arbeiten erforderte den Abriss eines Teils der ursprünglich antiken Befestigungsanlage. Da die Stadträte von Narbonne sich dem widersetzten, kam es zu einem langen Prozess.
Der Abbruch des ursprünglichen Projekts hängt mit mehreren Faktoren zusammen. Die Pestepidemie von 1348, der Überfall von Edward von Woodstock, genannt der „Schwarze Prinz“, im Jahr 1355 hatten Auswirkungen auf die wirtschaftliche Entwicklung der Region, aber auf längere Sicht war es die Versandung des Flusshafens von Narbonne, die dem Projekt ein Ende setzte. Im Jahr 1840 versuchte Eugène Viollet-le-Duc kurzzeitig, es durch den Bau eines befestigten Vorbaus wiederzubeleben.

### Chorkapellen
Die Kapellen, fünf an der Zahl, sind alle einheitlich, von gleicher Größe und polygonaler Form.
Die St. Martins-Kapelle
Die Sankt-Martins-Kapelle beherbergt links vom Altar die Reliquien des Heiligen Martin. Die Mitte des Altaraufsatzes schmückt ein Gemälde von Carle van Loo mit dem Thema der Auferstehung des Lazarus, eine Kopie des Werkes von Sebastiano del Piombo, das Giulio de Medici, Kardinalerzbischof von Narbonne, der unter dem Namen Clemens VII. Papst wurde, in Auftrag gab. Um 1720 beschloss der Regent, es in seine Sammlungen aufzunehmen und schickte van Loo eine Kopie als Ausgleich. Dieses Gemälde steht unter Denkmalschutz. Auf beiden Seiten des Altars stehen die Statuen des hl. Augustinus und des hl. Ambrosius. Seit 2007 ruht vor dem Altar der Leichnam von Arthur Richard Dillon, dem letzten Erzbischof und Primas von Narbonne und dem letzten Präsidenten der Staaten des Languedoc.

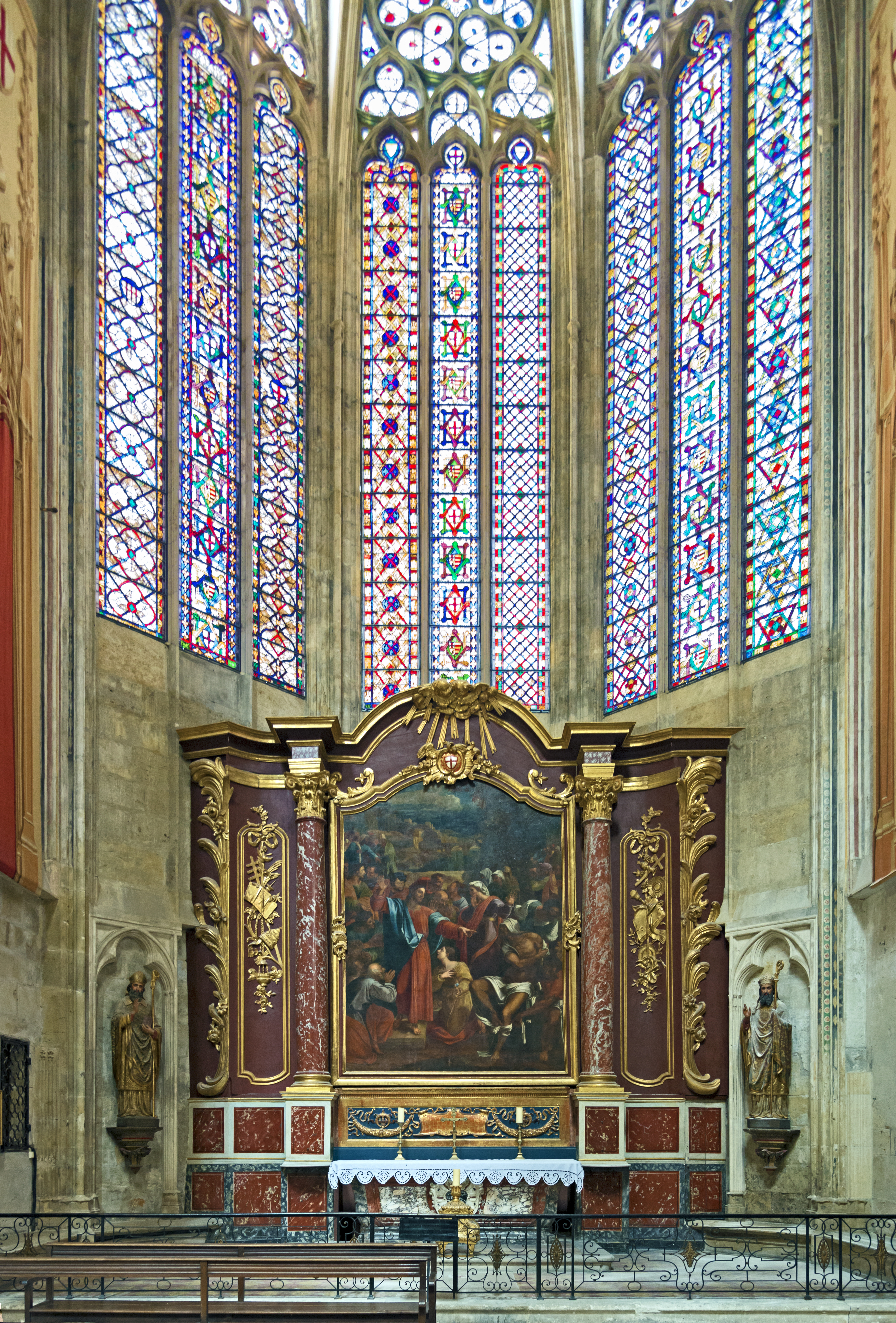
Die St.-Martins-Kapelle
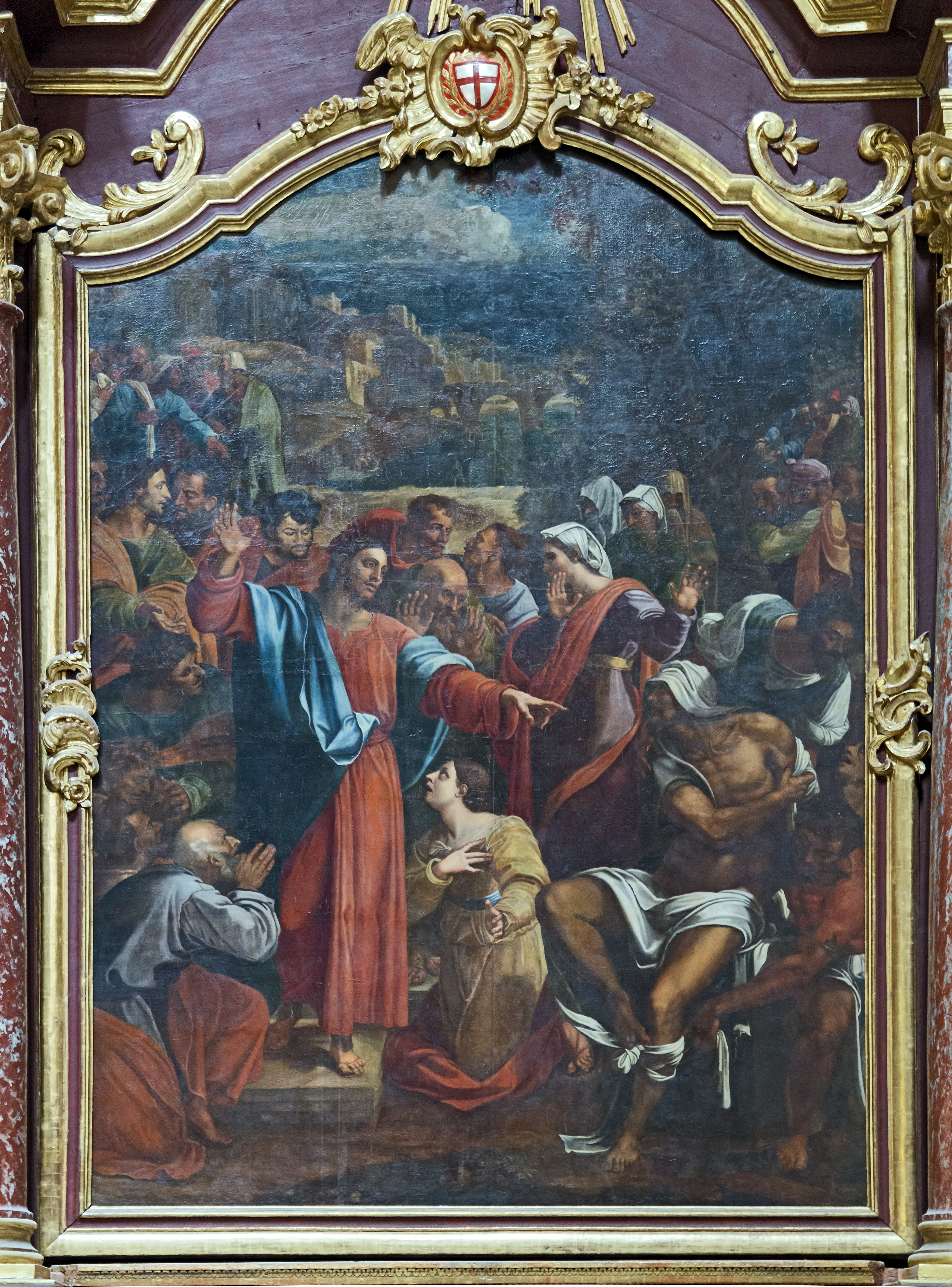
Die Auferstehung des Lazarus von Carle van Loo.
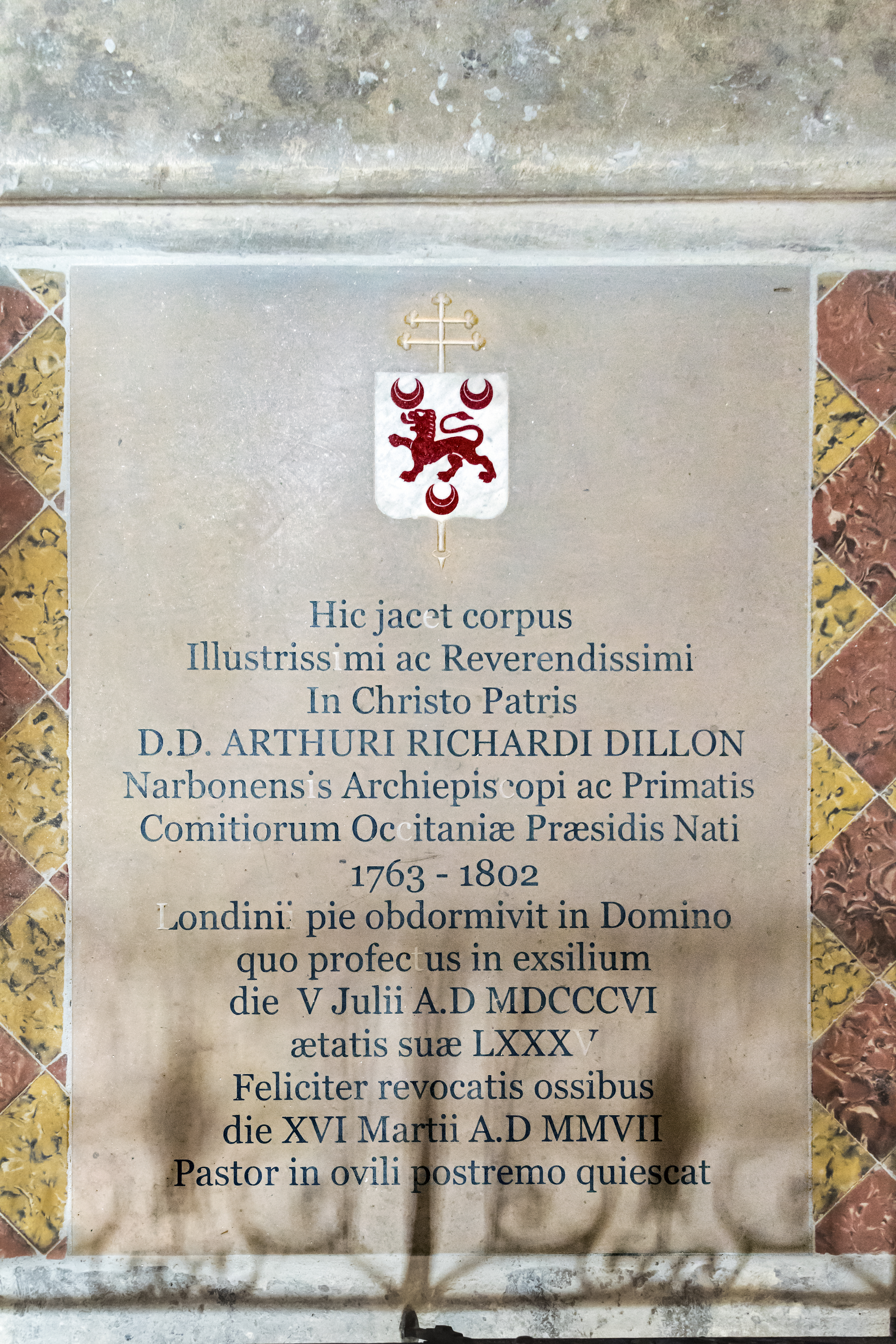
Das Grabmal von Arthur Richard Dillon.

Die Kapelle der heiligen Therese von Lisieux
Die Kapelle der Muttergottes von Bethlehem
In der Kapelle der Muttergottes von Bethlehem kann man das alte polychromierte Steinaltarbild aus dem 13. Jahrhundert sehen, das 1847 entdeckt, aber erst 1954 restauriert wurde. Es wurde erst nach 1981 fertiggestellt. Die Alabasterstatue der Jungfrau mit Kind in der Mitte der Gruppe ist unabhängig vom Rest der Komposition. Es misst 1,80 m in der Höhe, im Stil des Meisters von Rieux, und stammt wahrscheinlich aus dem 3. Viertel des 14. Jahrhunderts. Die Dokumentation der historischen Monumente enthält die Hypothese einer Schenkung von Monsignore François de Conzié, Erzbischof von Narbonne von 1391 bis 1433. Die Statue ist als historisches Denkmal klassifiziert.

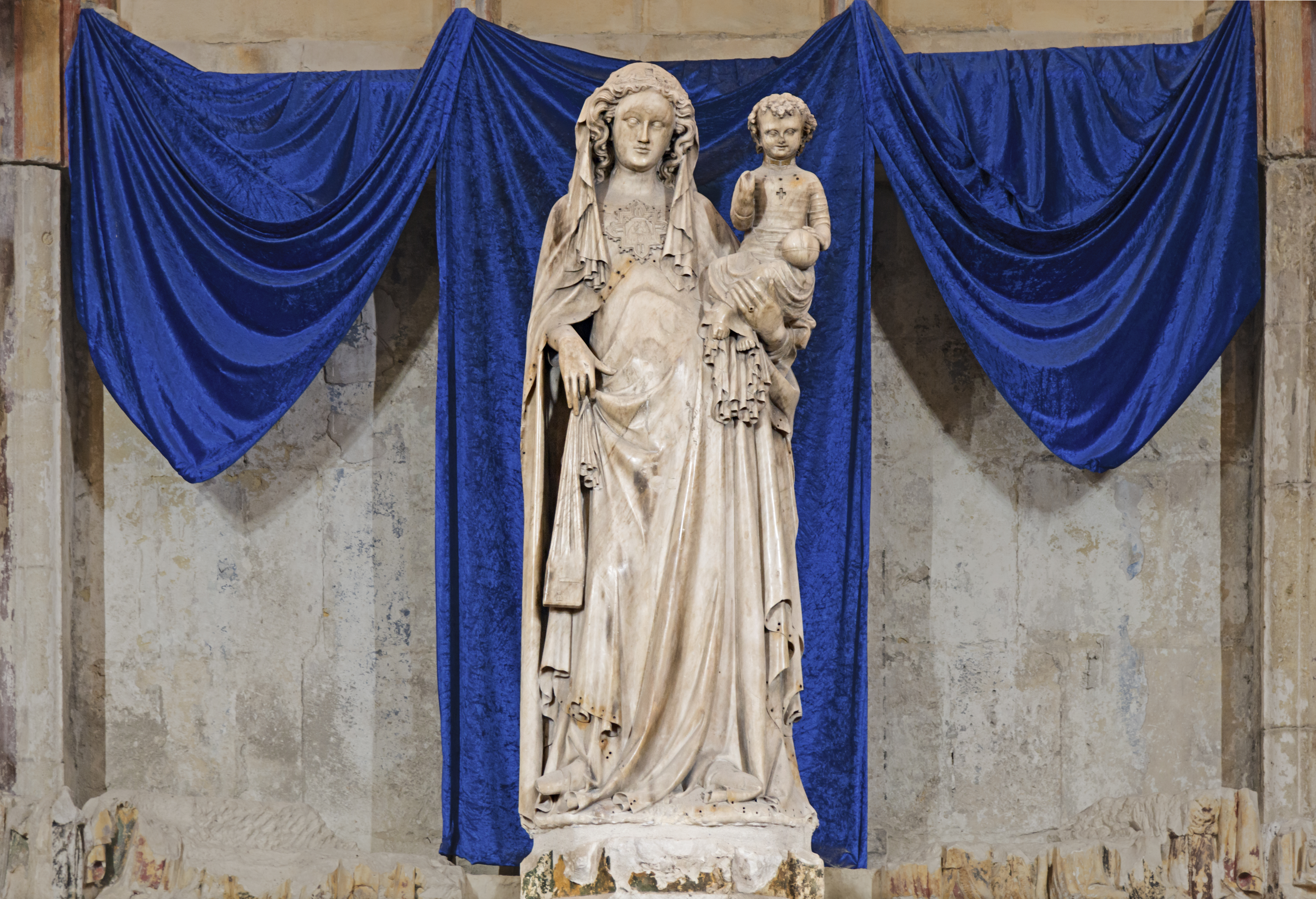
Unsere Liebe Frau von Bethlehem vom Meister von Rieux
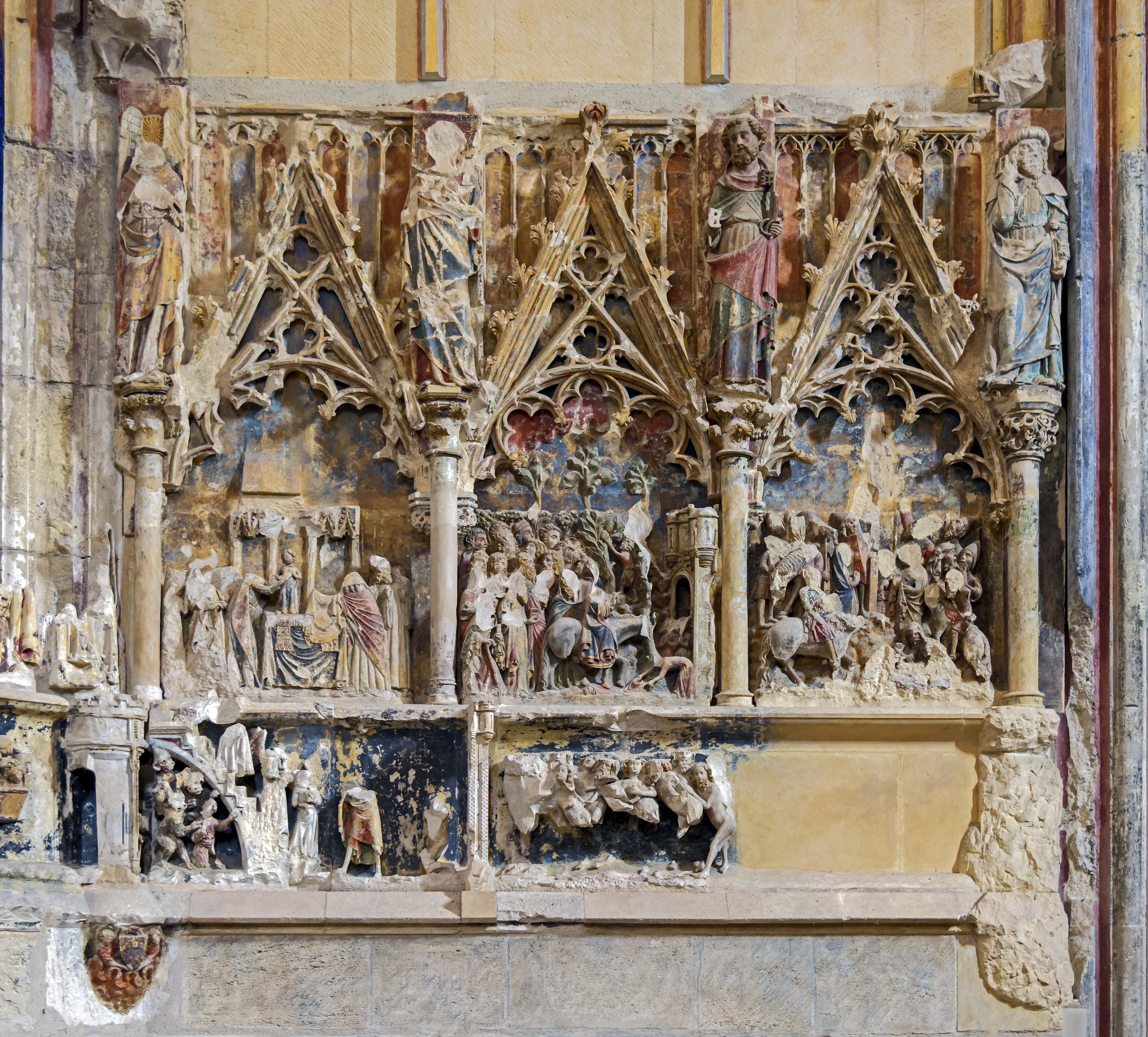
Rechter Teil des Altarbildes

Herz-Jesu-Kapelle
Diese Kapelle enthält in ihren Fundamenten den „ersten Stein“ der Kathedrale, der von Papst Clemens IV. im Jahr 1272 gesandt wurde.
Die Kapelle von Saint-Michel
Die Kapelle zeigt Altargemälde von Antoine Rivalz Der Engelssturz. Das Bild steht unter Denkmalschutz.
Über eine Wendeltreppe gelangt man in die Schatzkammer der Kathedrale oberhalb der Verkündigungskapelle.

### Domschatzkammer
Die bedeutendsten Werke der Domschatzkammer sind im Folgenden aufgelistet:
- Eine 62 cm große Marmorstatuette, die die Jungfrau mit Kind darstellt, aus dem 15. Jahrhundert; unter Denkmalschutz.
- Statue des Heiligen Sebastian, Halbkörper, zusammengesetzt aus zwei Fragmenten, in polychromiertem, geschnitztem Holz. Ehemals in der Kirche von San Sebastian in Narbonne. Datierung aus dem 14. – 17. Jahrhundert.
- Die Pyxis mit Namen von Ismail ist eine Arbeit arabischen Ursprungs, in einem einzigen Block aus Elfenbein. Die Inschrift am Boden des Deckels ist in kufischer Schrift und verherrlicht Ismail al-Zafir, den ersten König der Taifa von Toledo. Später wurde sie im christlichen Gottesdienst zur Aufbewahrung der Hostien verwendet. Sie wurde von Muhammad ibn Zayyan zwischen 1026 und 1031 in Cuenca hergestellt.
- Das glorreiche Kreuz: Eine geschnitzte Elfenbeintafel mit der Darstellung der Kreuzigung, umgeben von verschiedenen Szenen aus dem Leben Jesu im Zusammenhang mit der Passion, 9. Jahrhundert, Aachen. Es handelt sich um eine Einbandtafel aus der Palastschule Karls des Großen. Der Gekreuzigte hat ein junges, haarloses Gesicht mit offenen Augen, in der Tradition des triumphierenden Christus der Karolingerzeit[9]
- Der Reliquienschrein des Heiligen Prudentius von Narbonne ist ein achteckiger, hausförmiger Reliquienschrein aus graviertem Kristall, getriebenem Silber und bemaltem Elfenbein mit Intarsien (meist antik) und Granaten. Er diente einst als Behältnis für die Reliquien des Heiligen Prudentius.

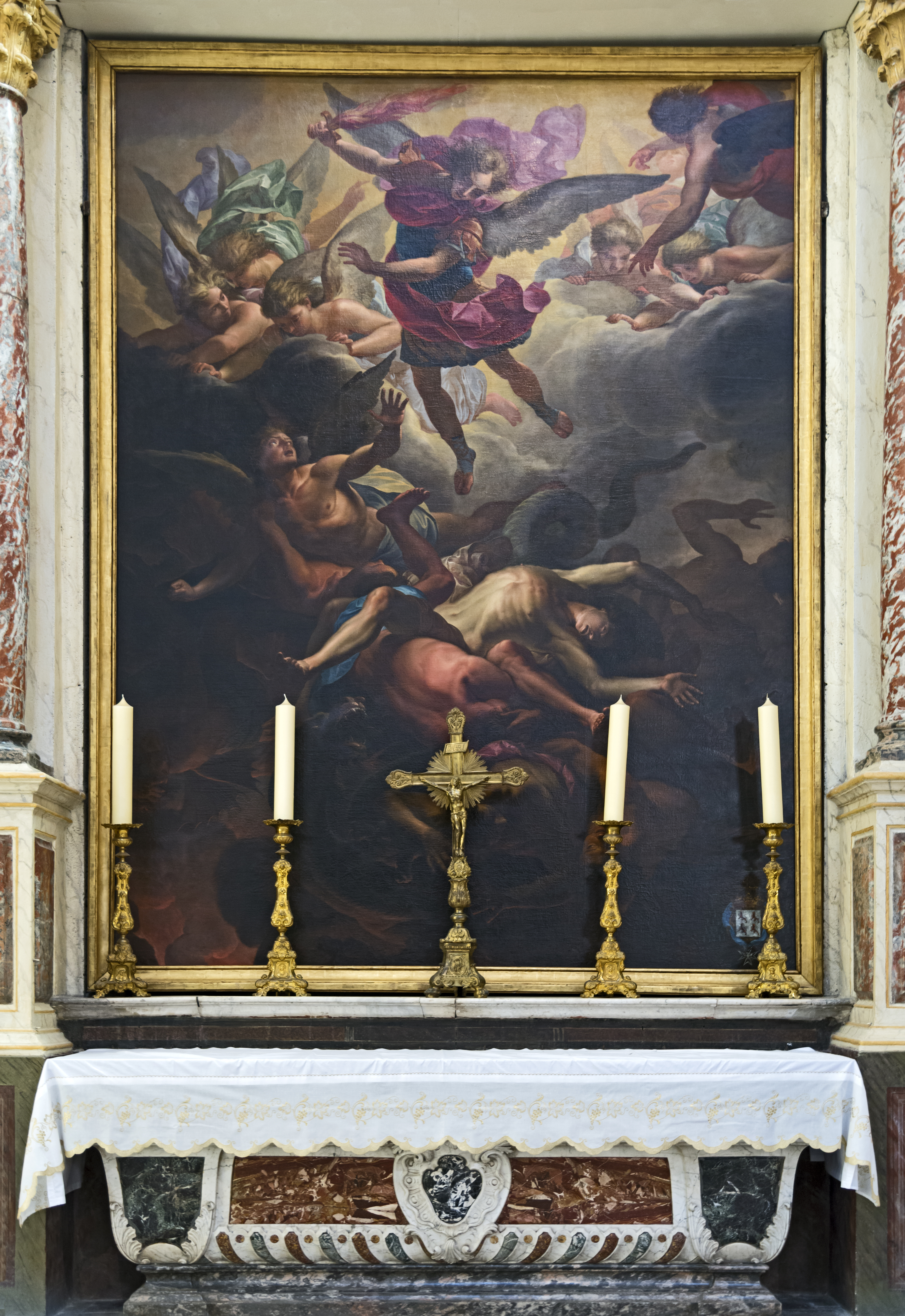
Der Engelssturz von Antoine Rivalz
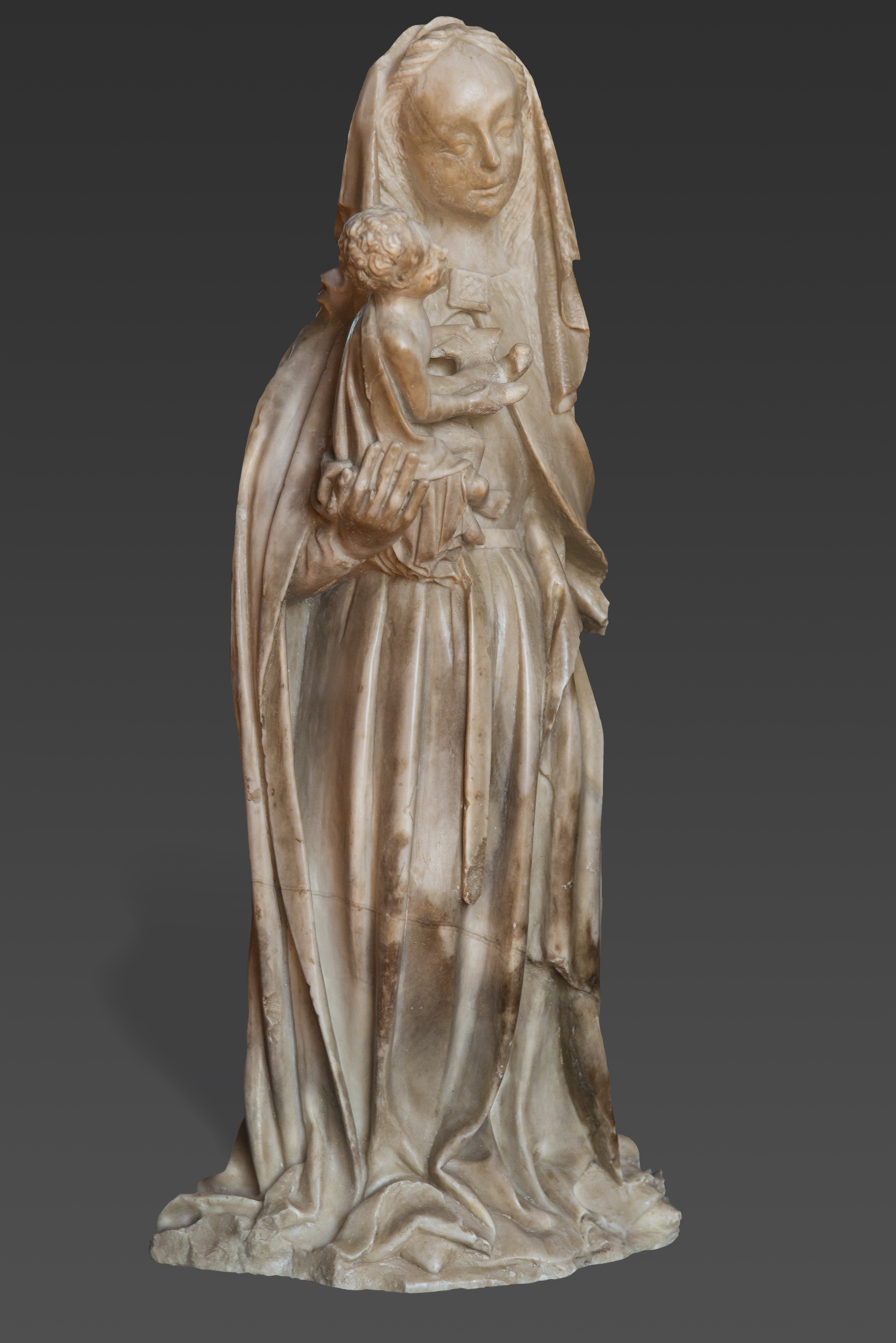
Jungfrau und Kind aus dem 15. Jahrhundert
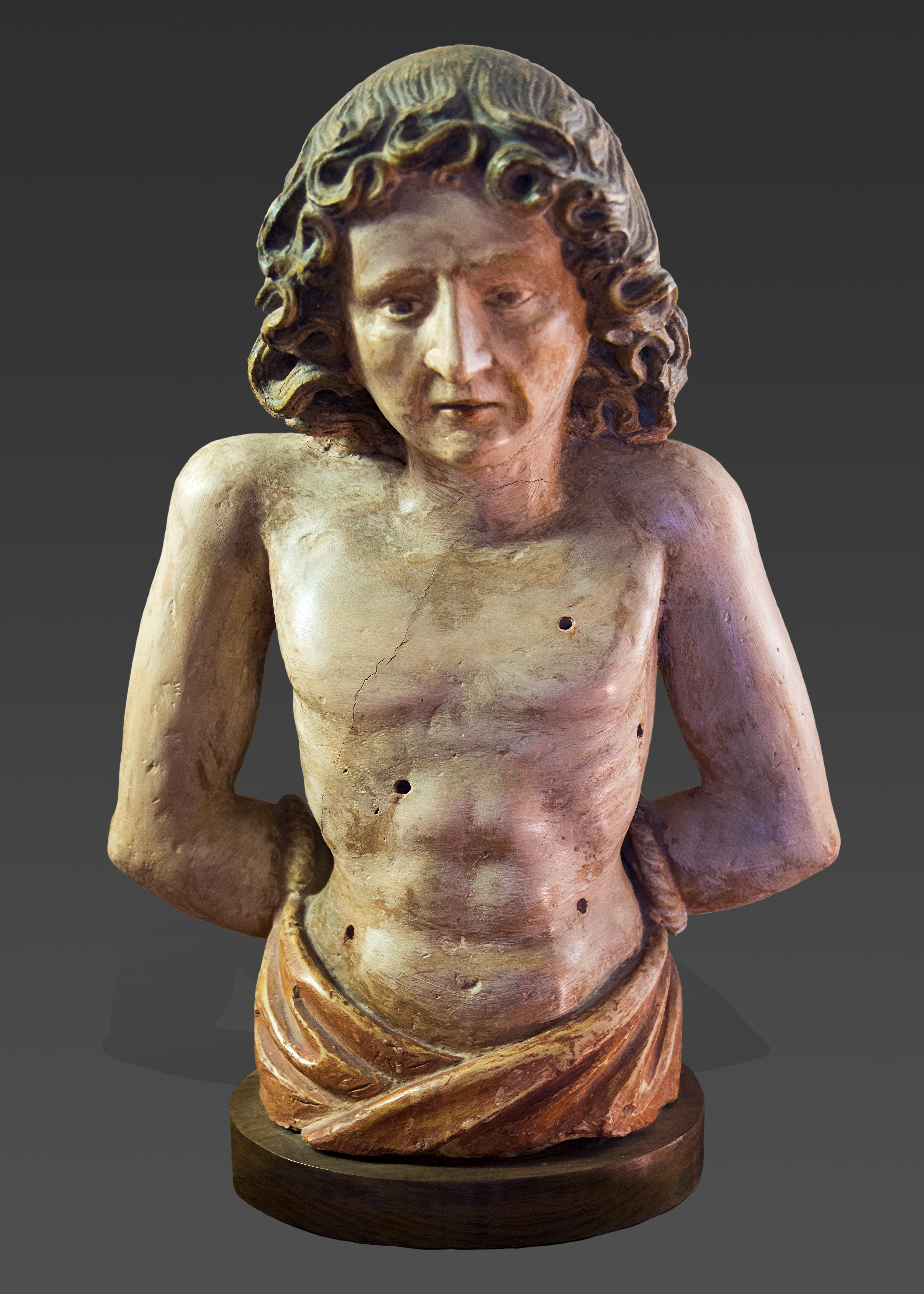
San Sebastian – Polychromiertes Holz
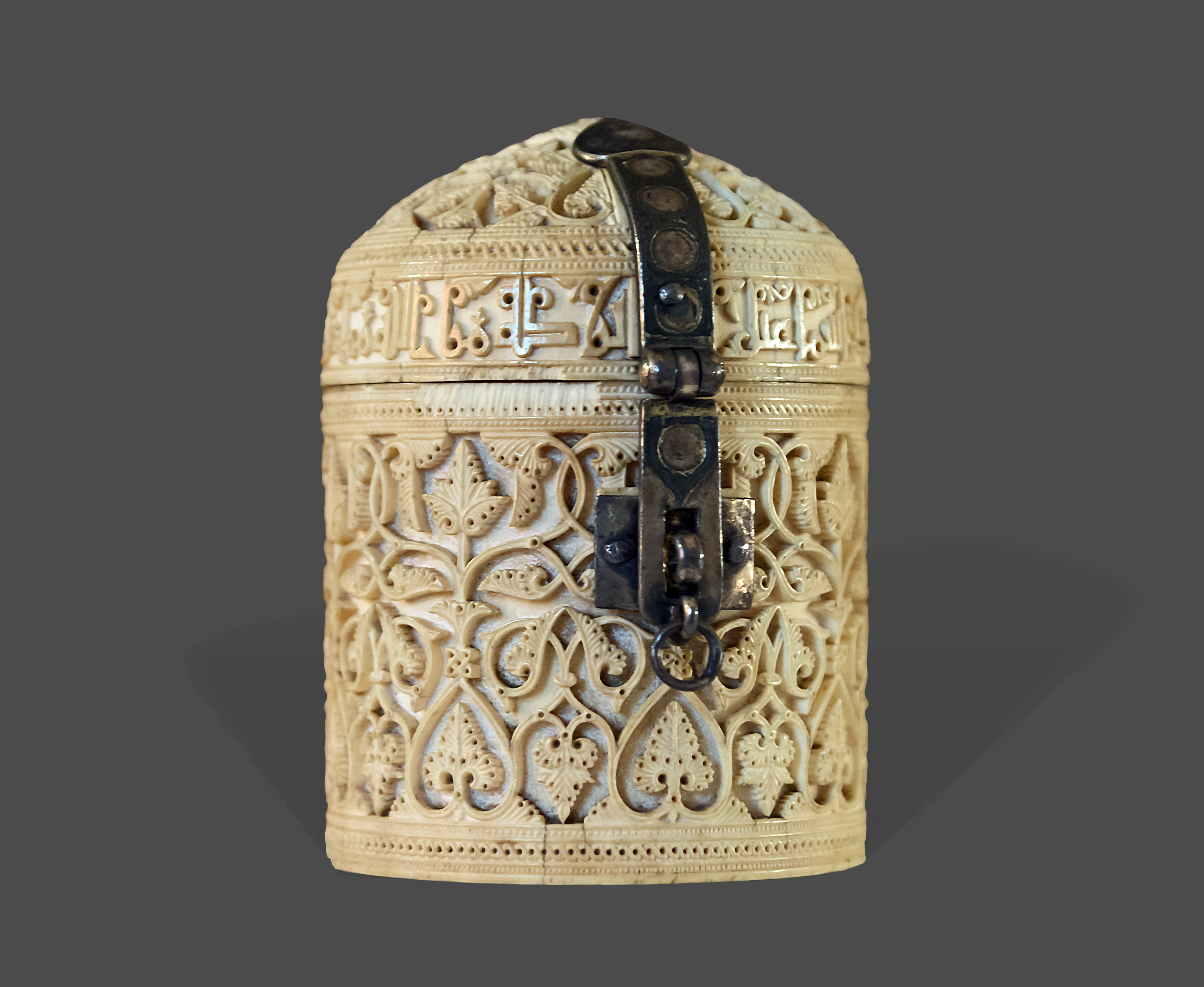
Die Pyxis mit Namen von Ismail
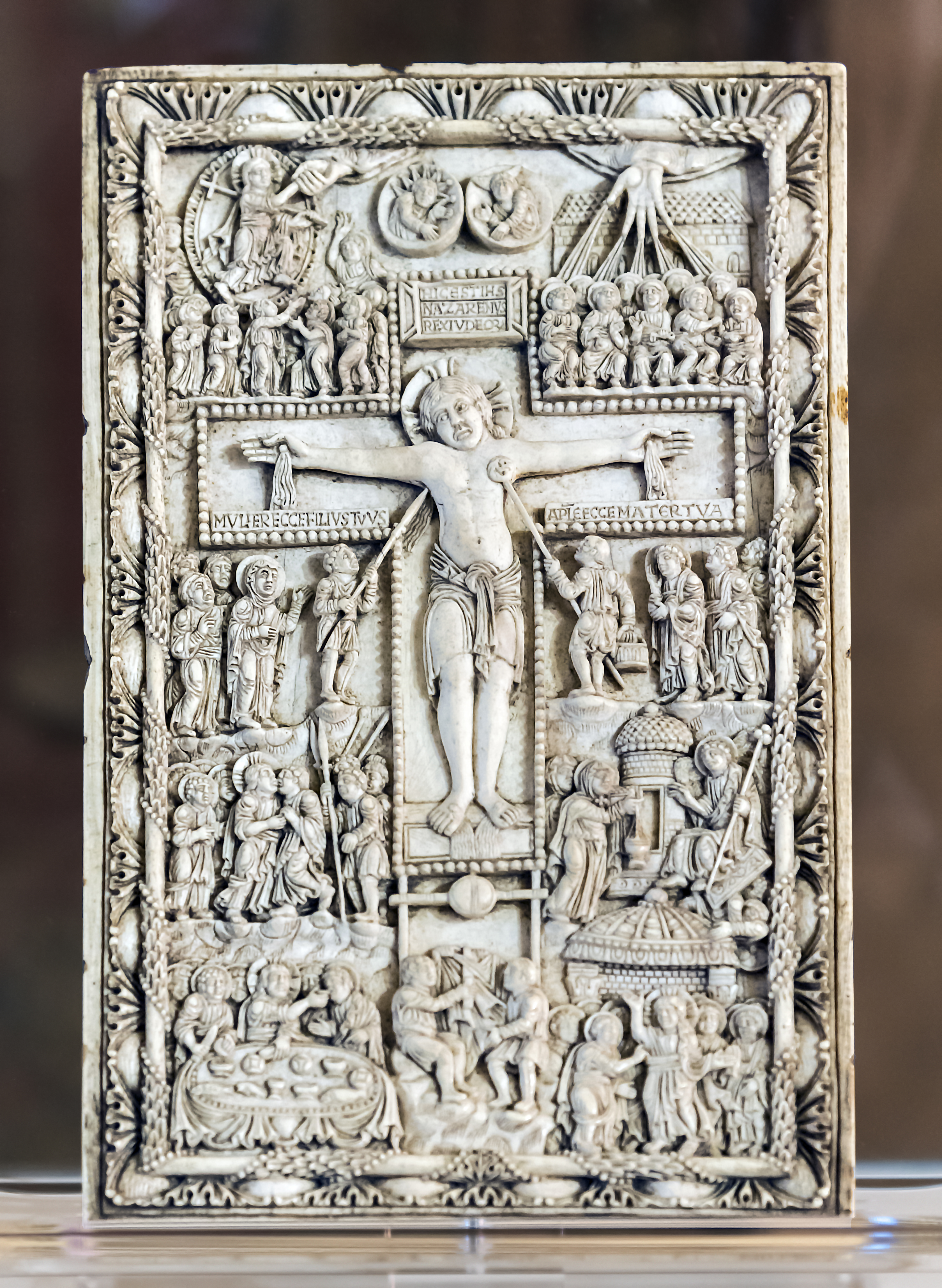
Das glorreiche Kreuz 9. Jahrhundert aus Aachen
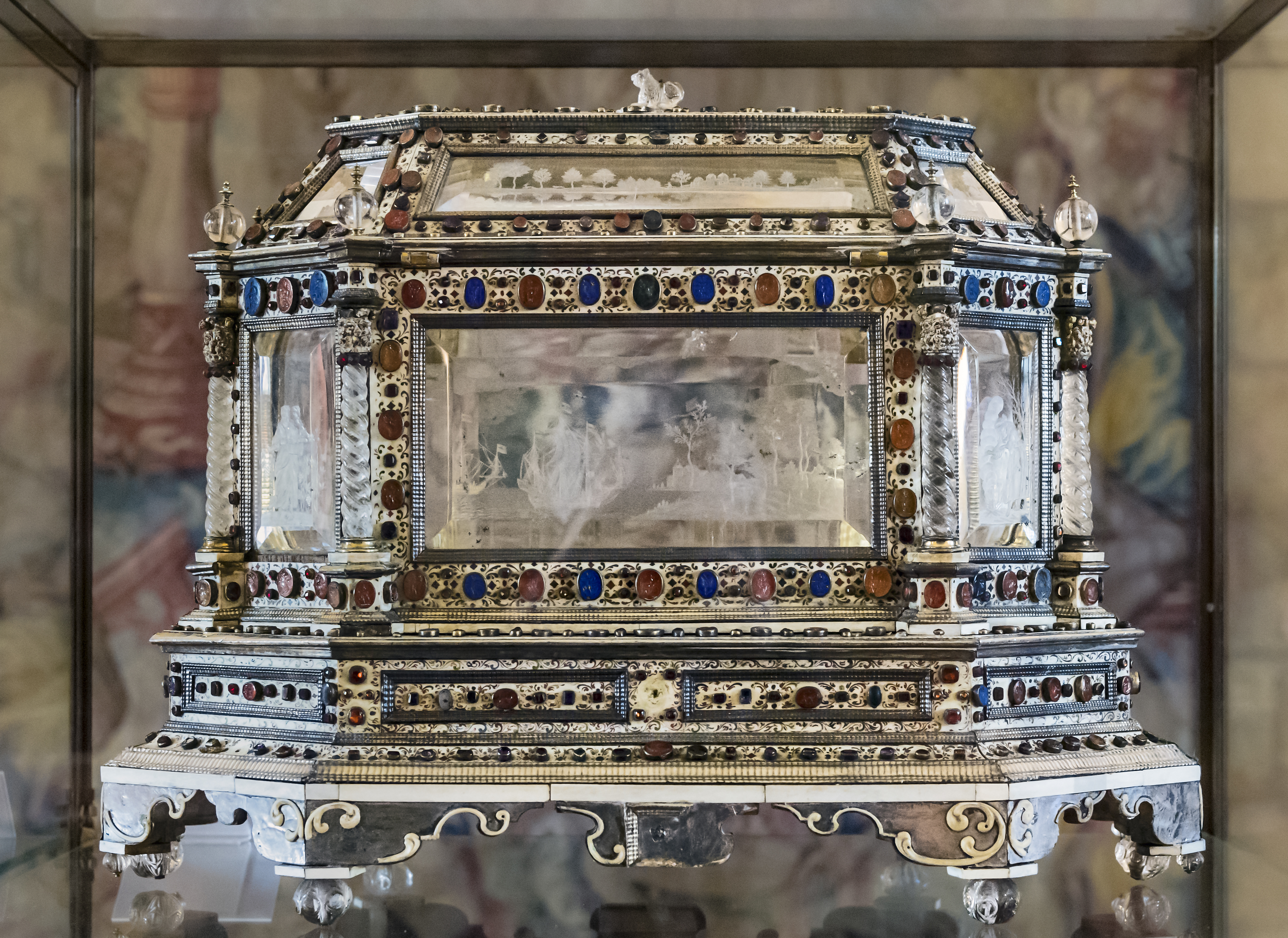
Reliquienschrein des Heiligen Prudentius
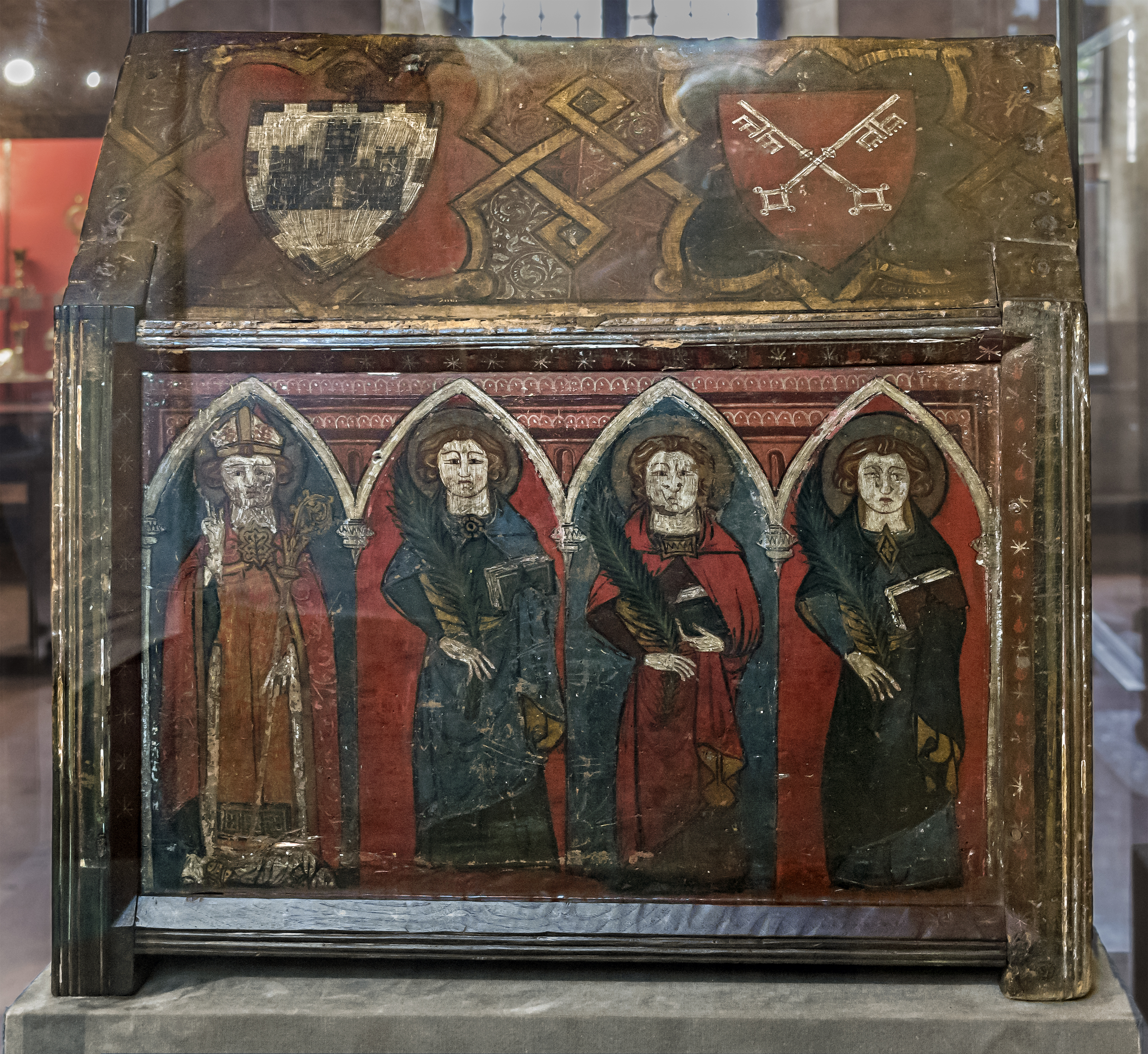
Reliquienschrein von 1391

Kapelle der Verkündigung
Die Kapelle der Verkündigung befindet sich unterhalb der Schatzkammer und enthält mehrere denkmalgeschützte Gemälde.
- Die Kreuzabnahme von Pierre Lavergne
- Tobie und der Engel Raphael von Nicolas Tournier
- Judas wirft sich vor Joseph nieder von Nicolas Tournier
- Die Speisung der Fünftausend (Französischer Maler des 16. Jahrhunderts, datiert unten rechts 1556)

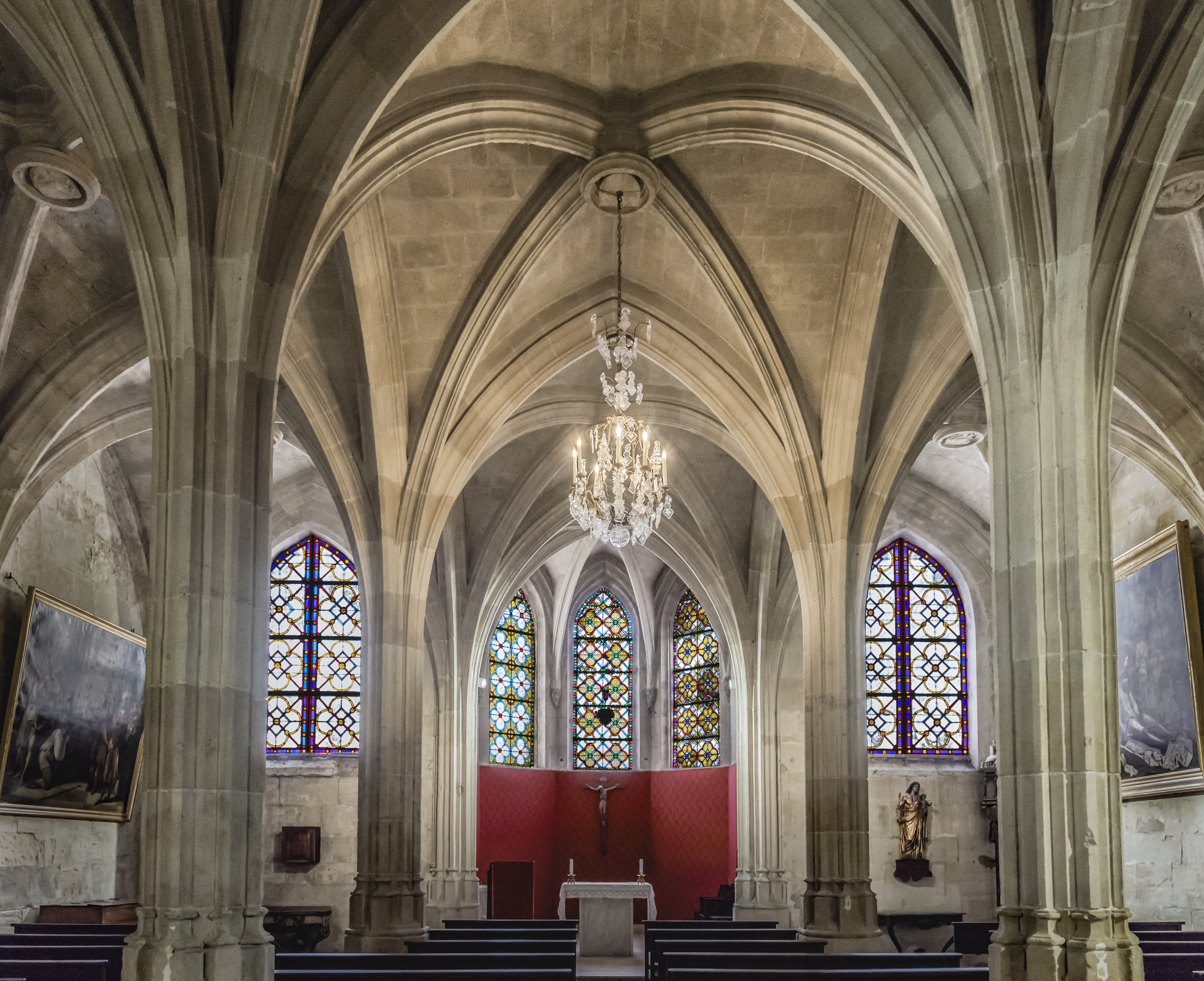
Kapelle der Verkündigung
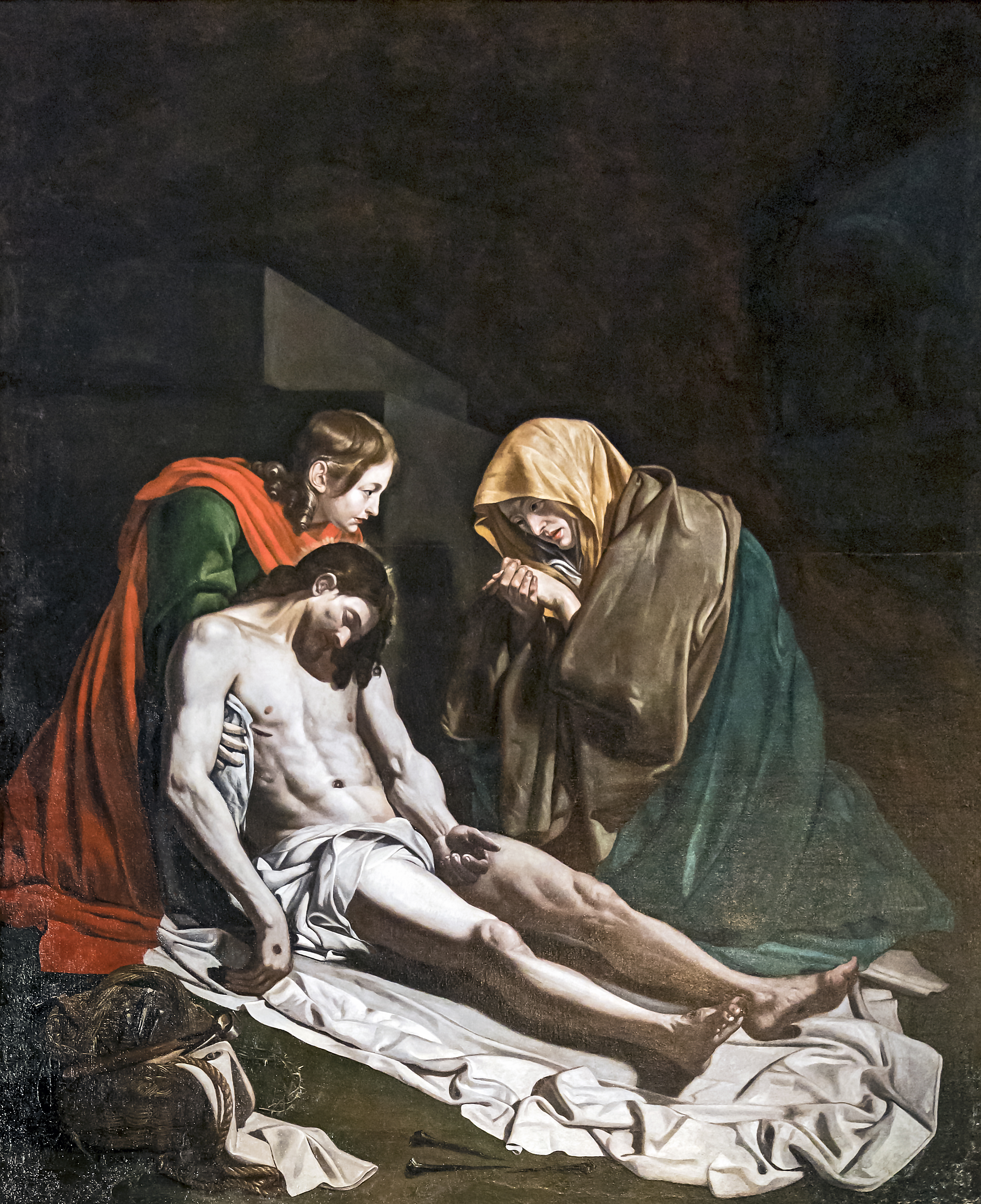
Die Kreuzabnahme – Pierre Lavergne
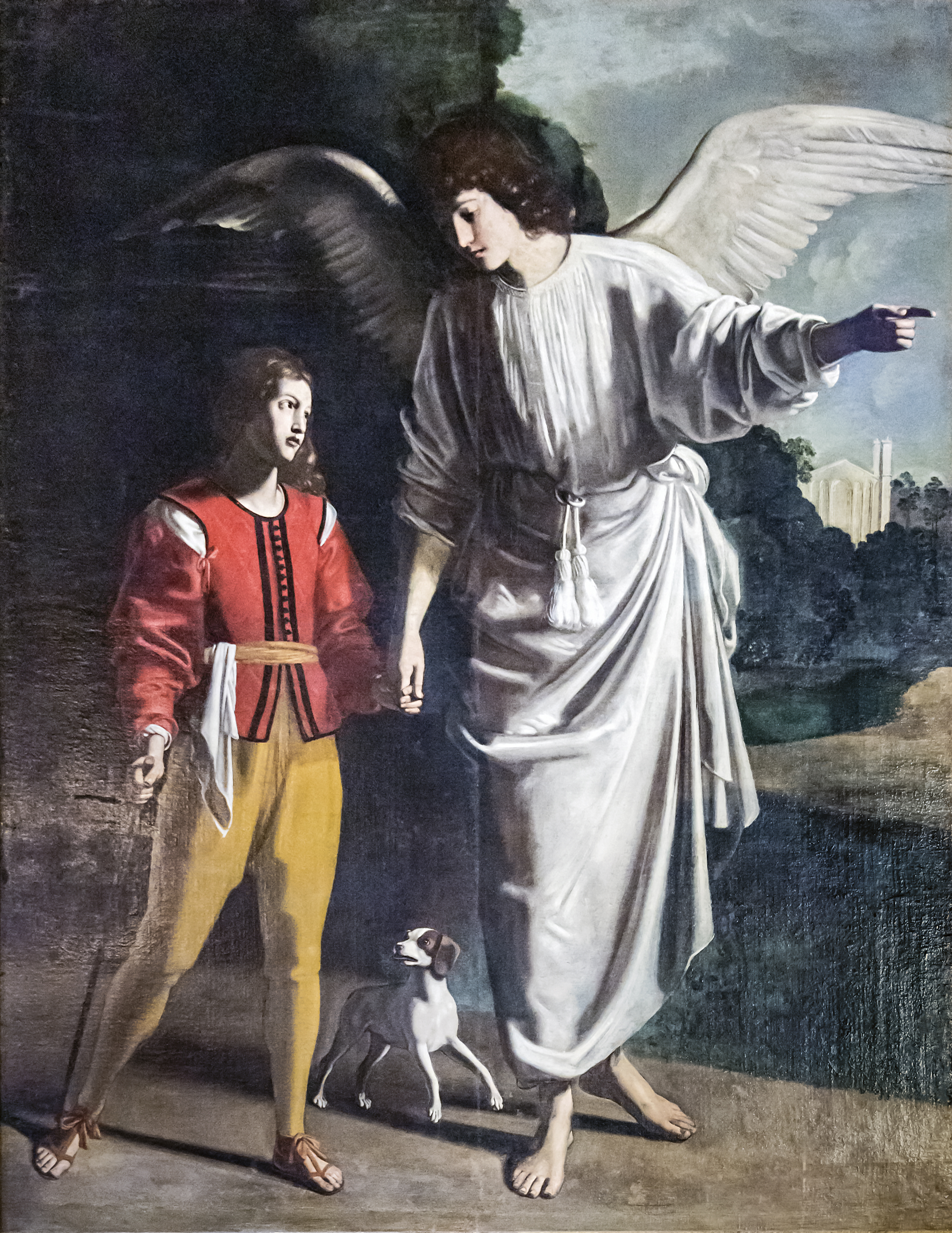
Tobias und der Engel Raphael – Nicolas Tournier
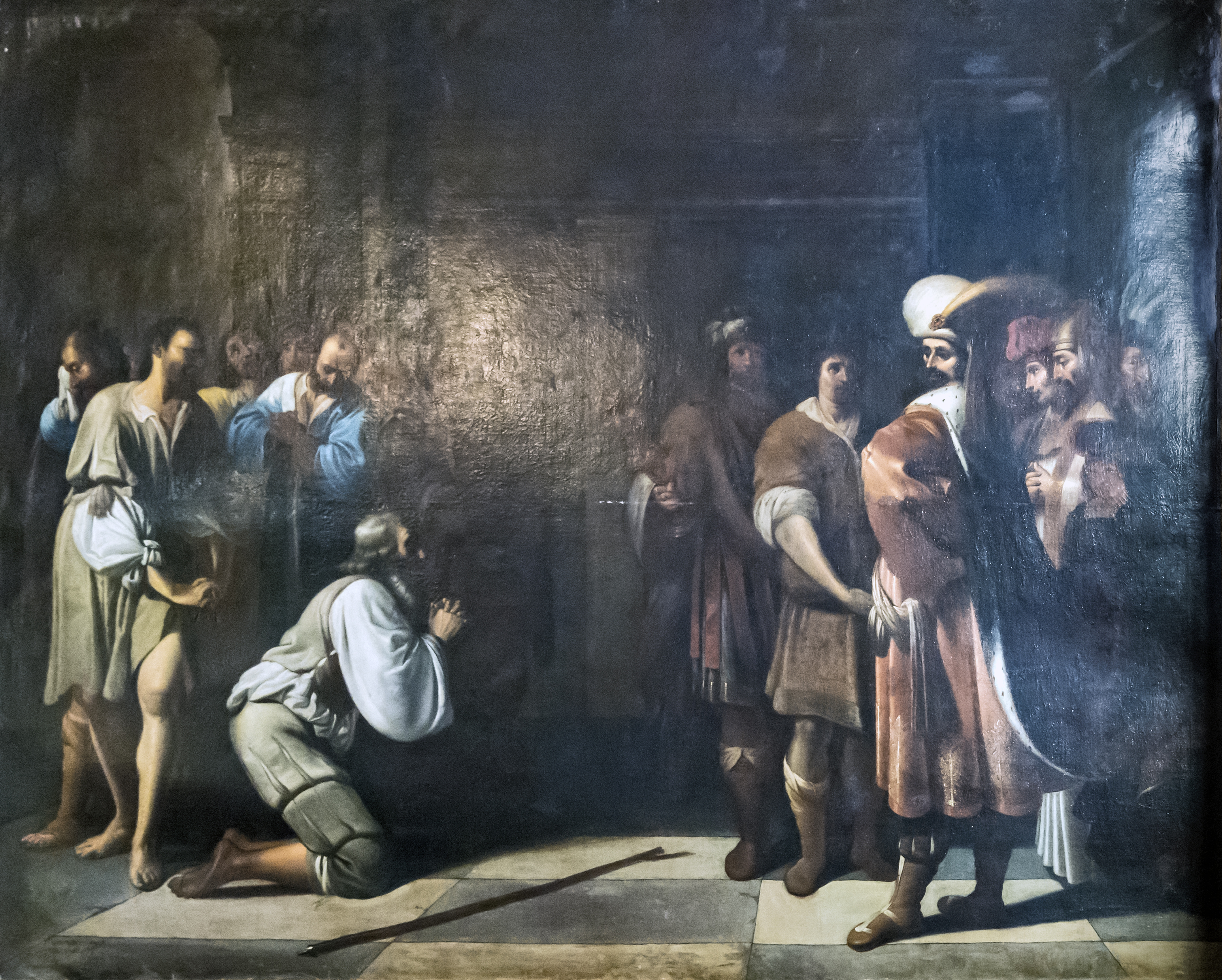
Judas wirft sich vor Joseph nieder – Nicolas Tournier
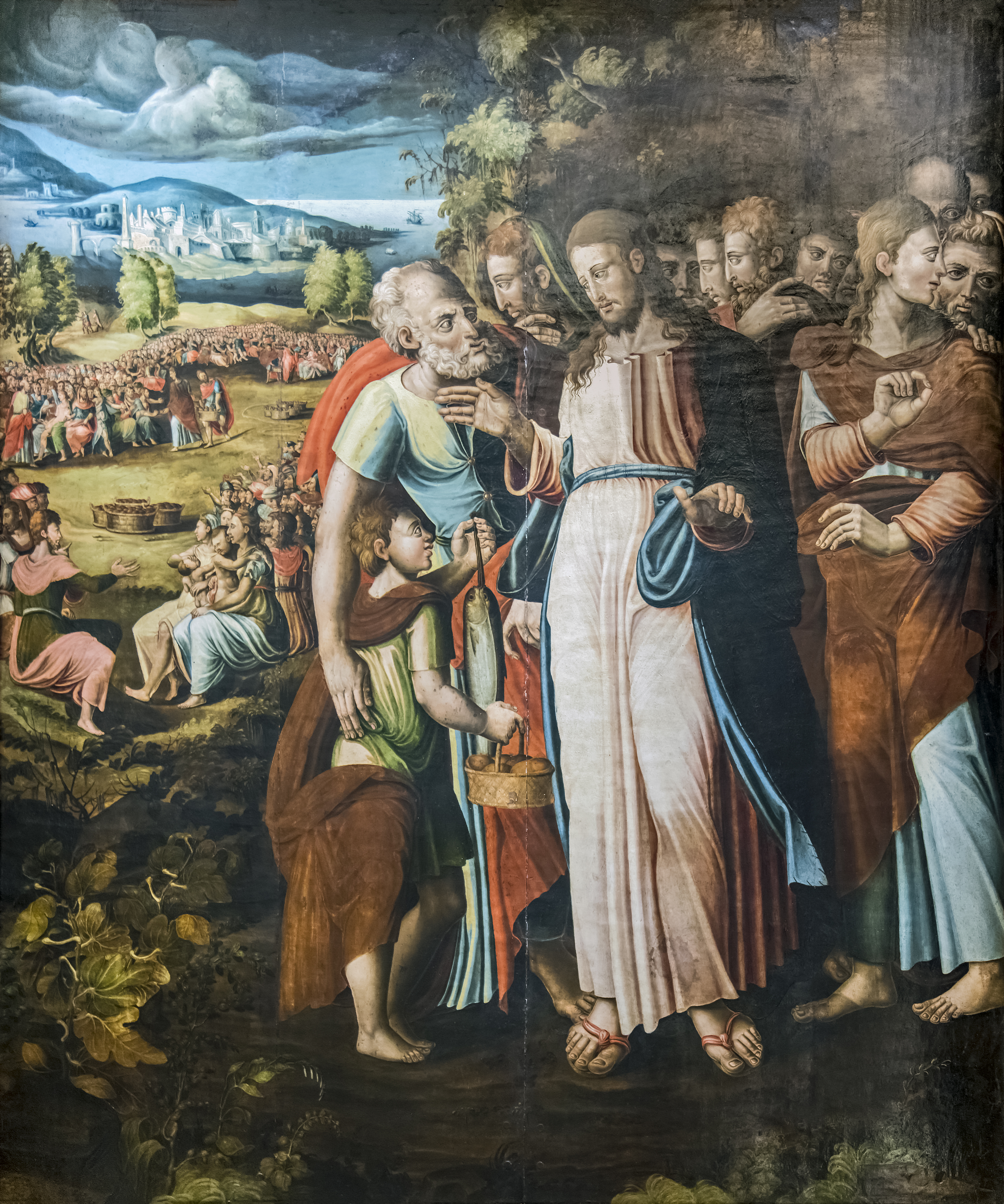
Die Speisung der Fünftausend

### Linke Seitenkapellen
Die Kapelle der Heiligen Teresa von Avila bildet die erste Kapelle auf der linken Seite, sie enthält das Taufbecken.

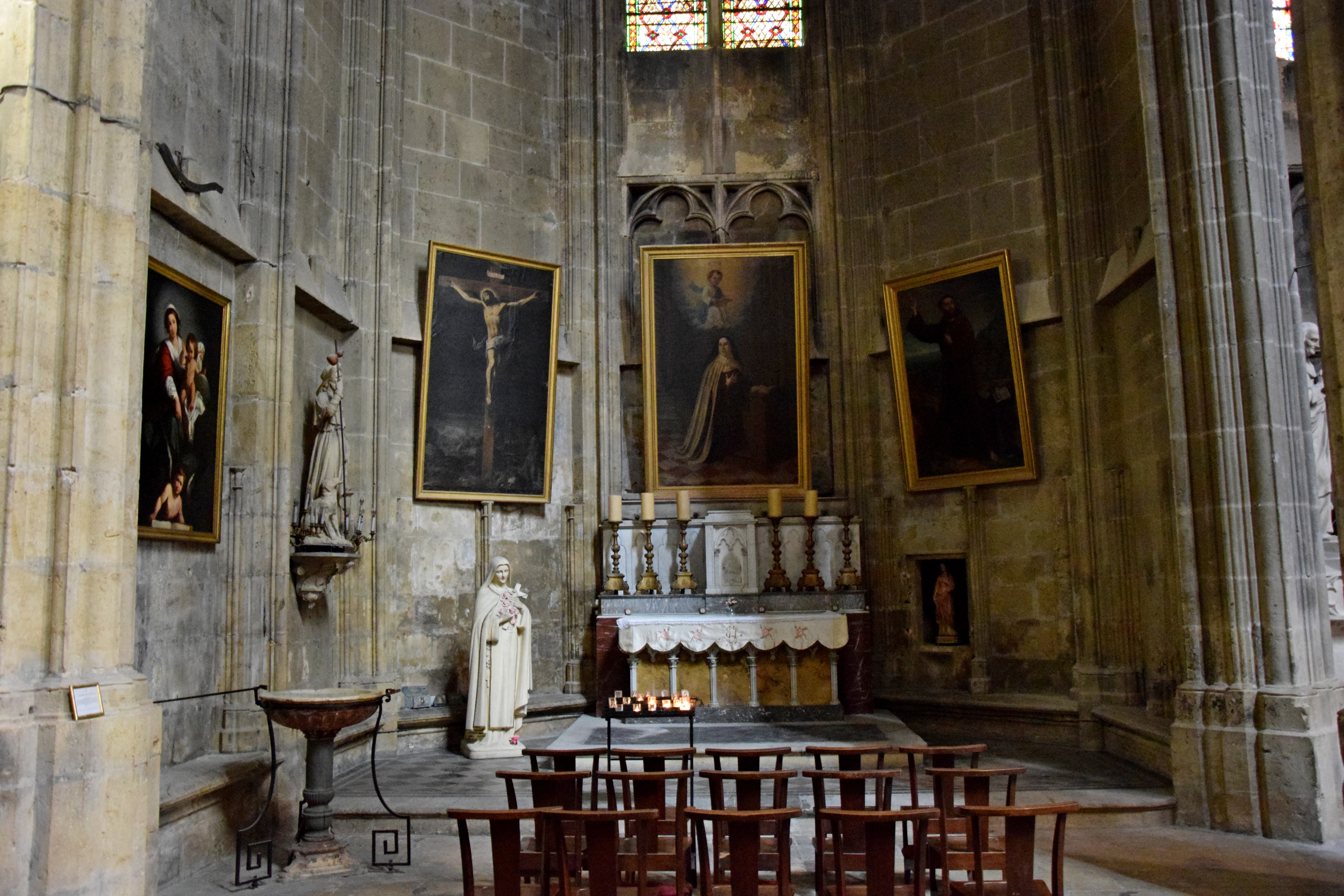
Kapelle der Heiligen Theresa von Avila
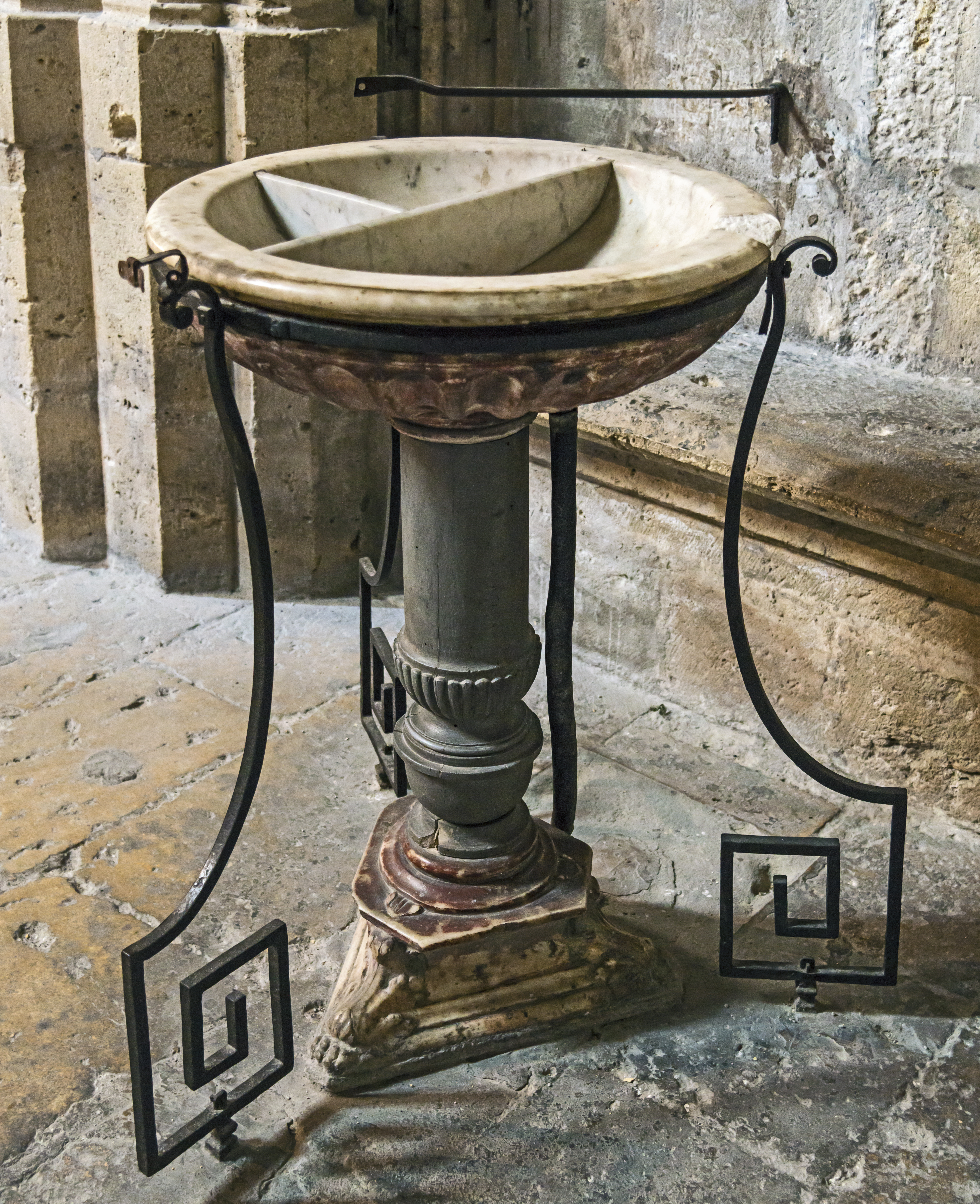
Das Taufbecken

Die St. Josephs Kapelle ist die zweite Kapelle auf der linken Seite. Sie ist Josef gewidmet. Das Gemälde im Altaraufsatz stellt den heiligen Josef, Maria und das Jesuskind dar, ein Werk von Maurin. An der linken Wand befindet sich das Denkmal von Jean Seigneuret de la Borde, der 1607 starb. In der Nische: Our Lady of Africa. An der rechten Wand eine Keramik, die den irdischen Vater unseres Herrn darstellt, an den beiden Seiten der heilige Johannes und der heilige Hieronymus.

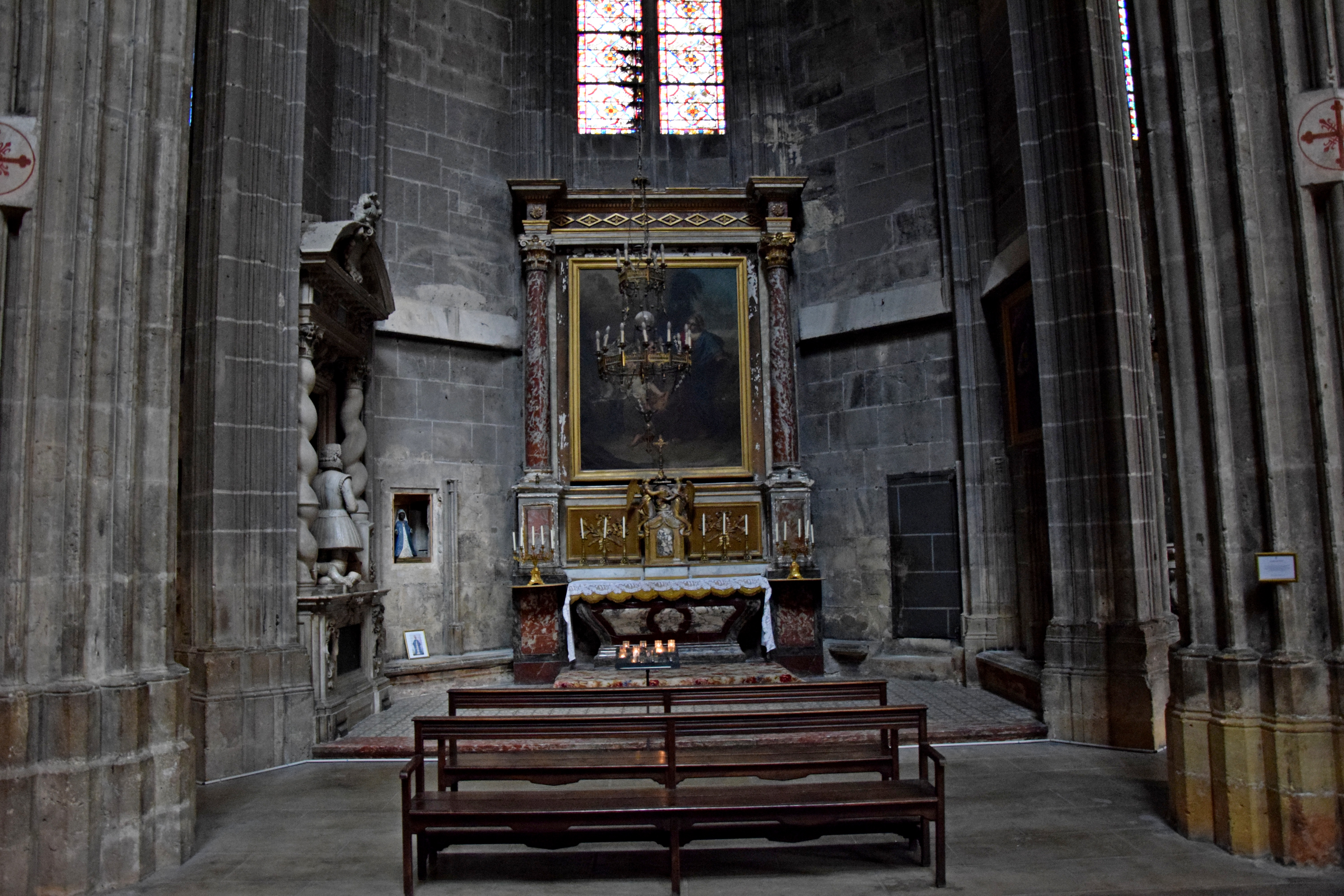
St.-Josephs-Kapelle
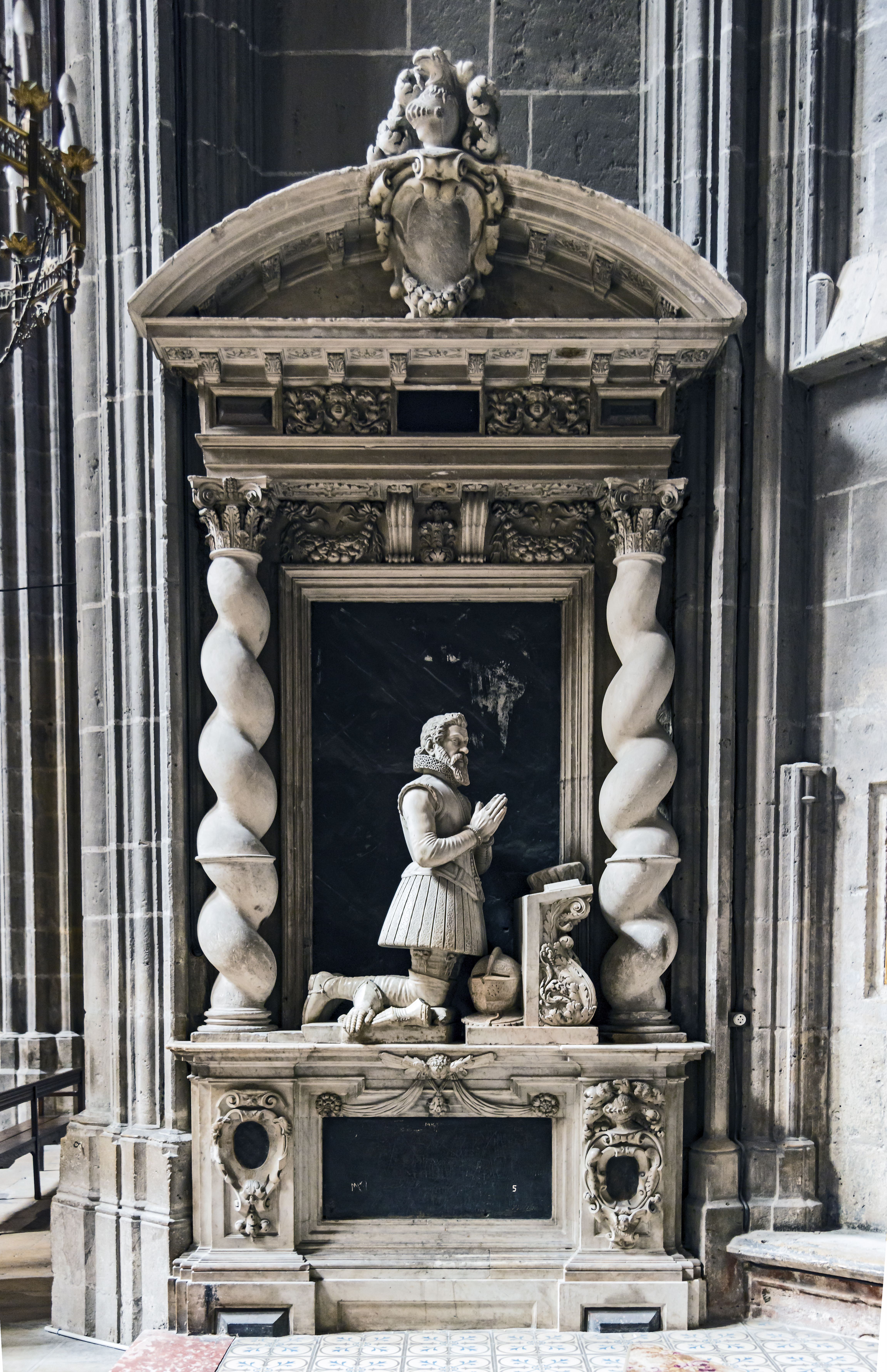
Monument von Jean Seigneuret de la Borde.
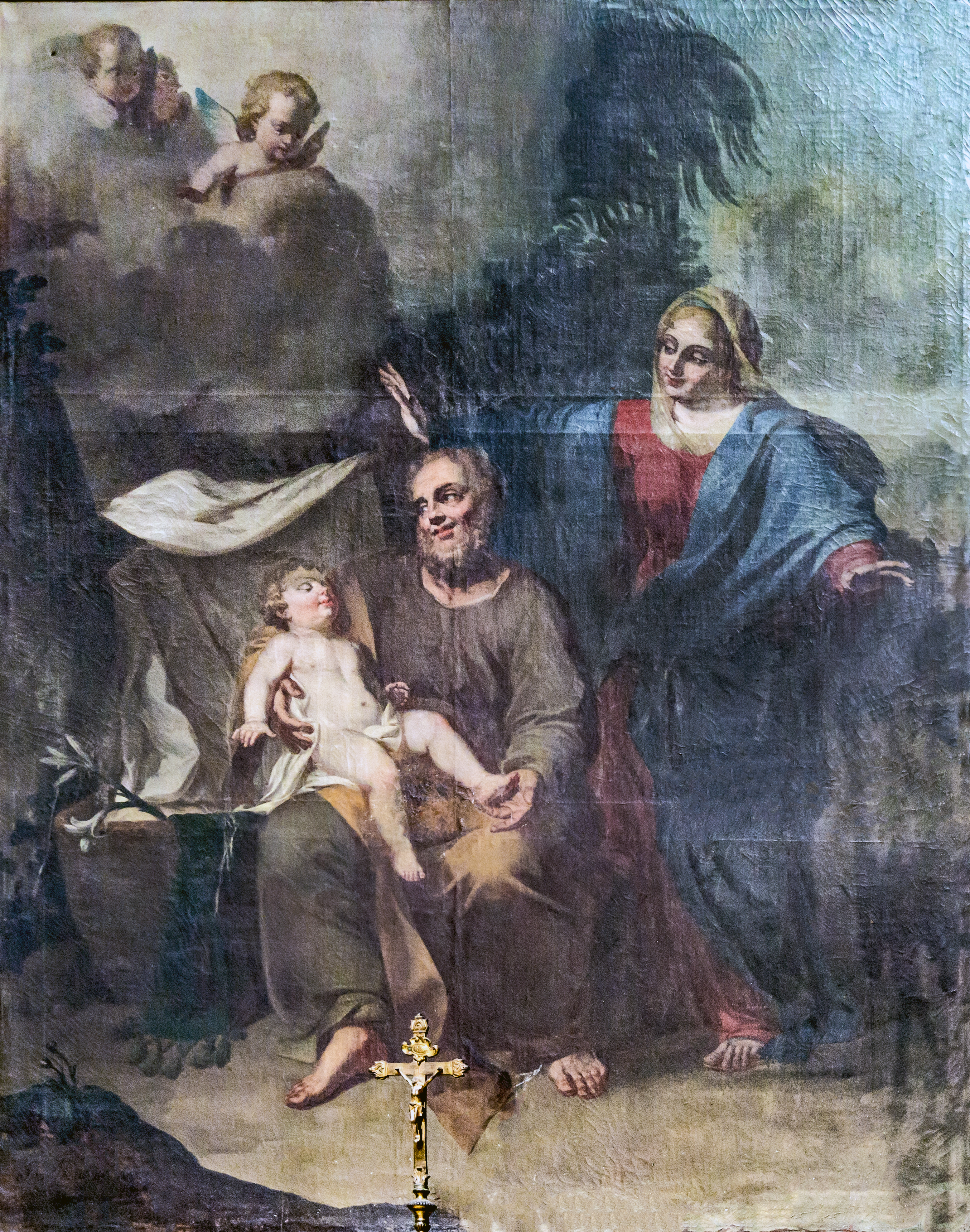
Der heilige Josef, Maria und das Jesuskind, von Maurin.

Die Kapelle von Notre-Dame-de-la-Salette ist die vierte Kapelle auf der linken Seite. Der Marmoraltar aus dem 17. Jahrhundert stammt von den Blauen Büßern von Narbonne. Statue von Notre-Dame-de-la-Salette über dem Altar; rechts, in der Nische, eine Statue von Notre-Dame-de-Lourdes.

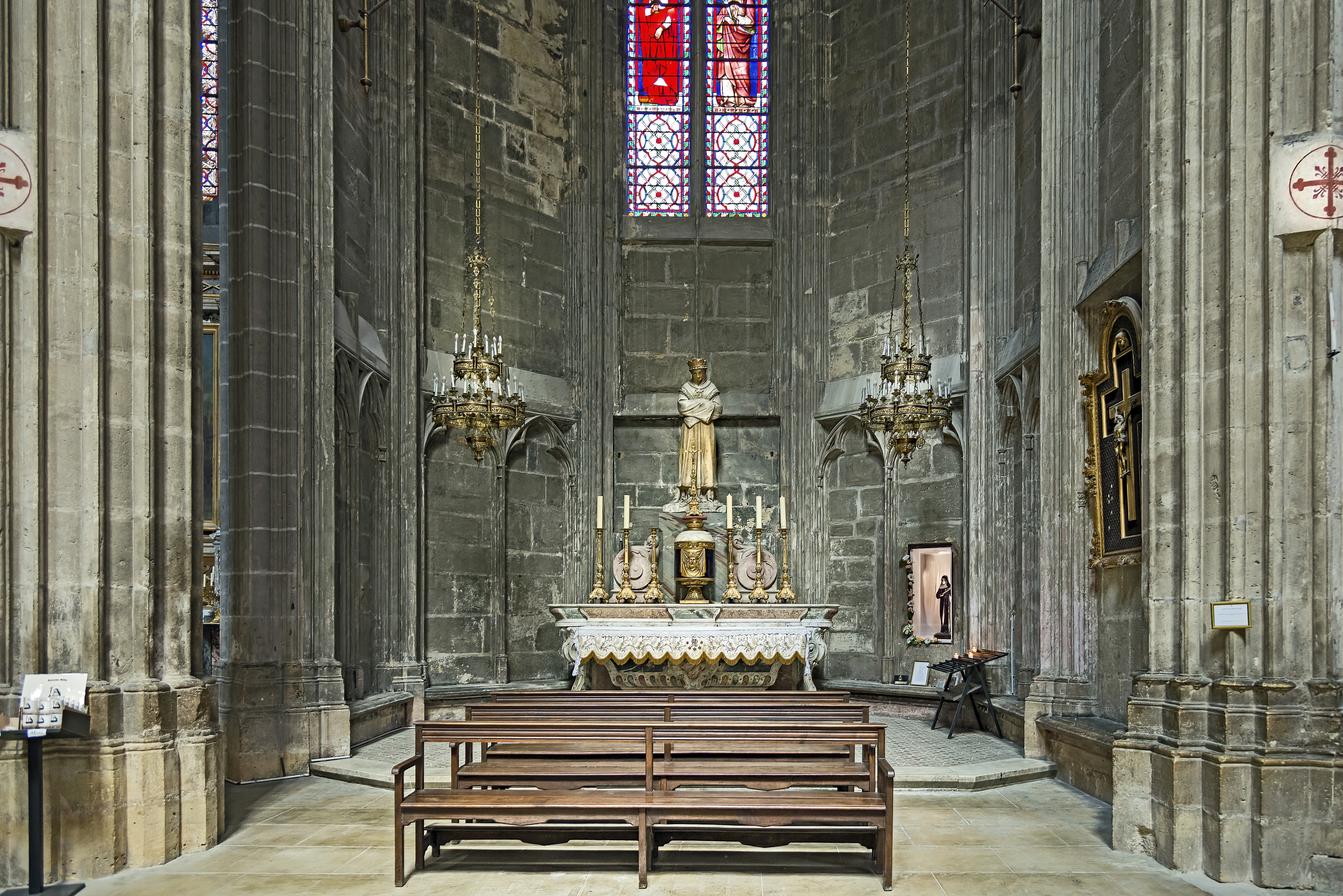
Die Kapelle von Notre-Dame-de-la-Salette

### Rechte Seitenkapellen
Die erste Kapelle ist die Stephanuskapelle. Die Grablegung ist eine geschnitzte Gruppe in polychromer Terrakotta aus dem ersten Viertel des 16. Jahrhunderts. Das Altargemälde zeigt die Steinigung von Saint-Bild Etienne, von Jacques Gamelin, im Jahr 1788.

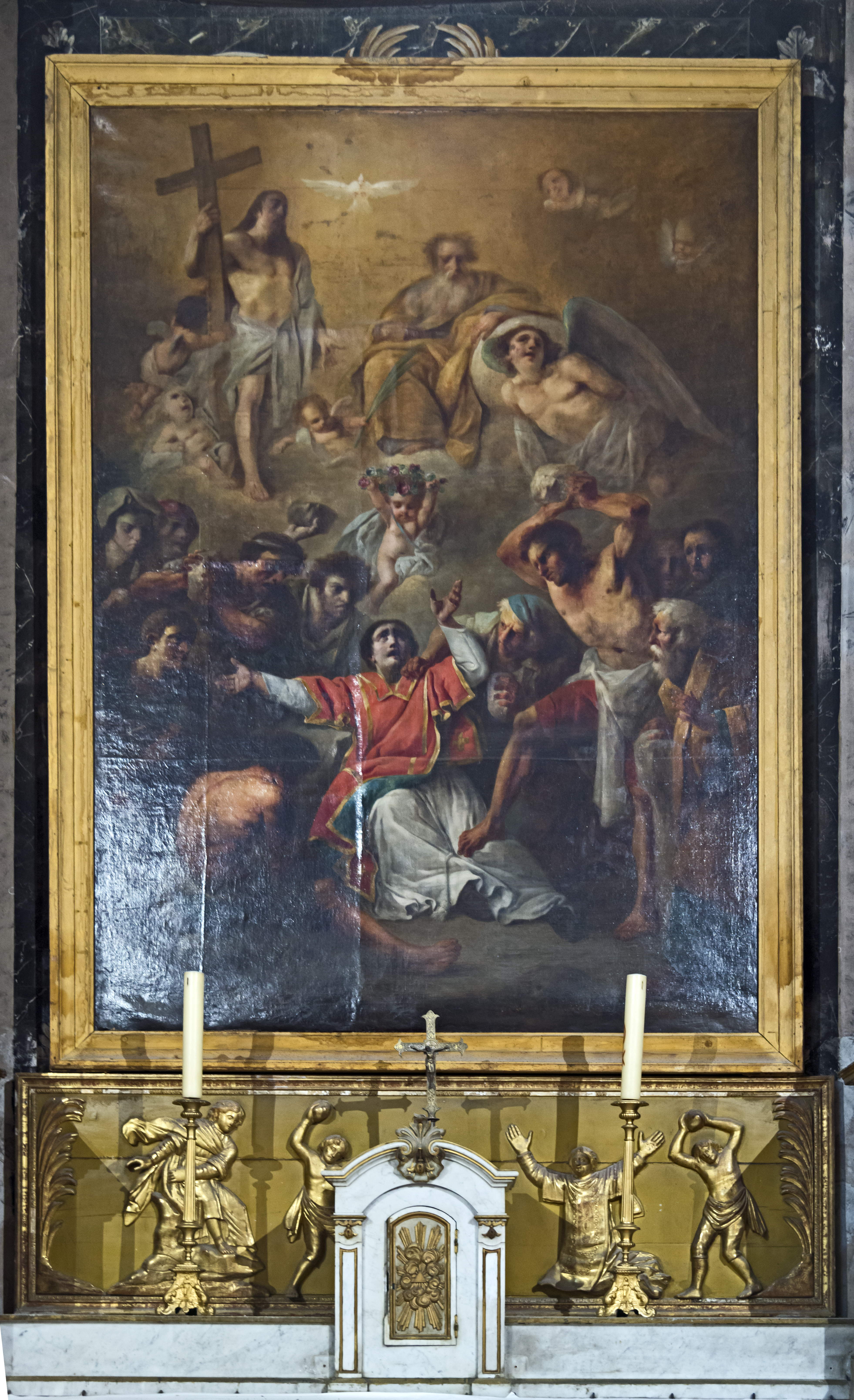
Die Steinigung des Heiligen Stephanus von Jacques Gamelin
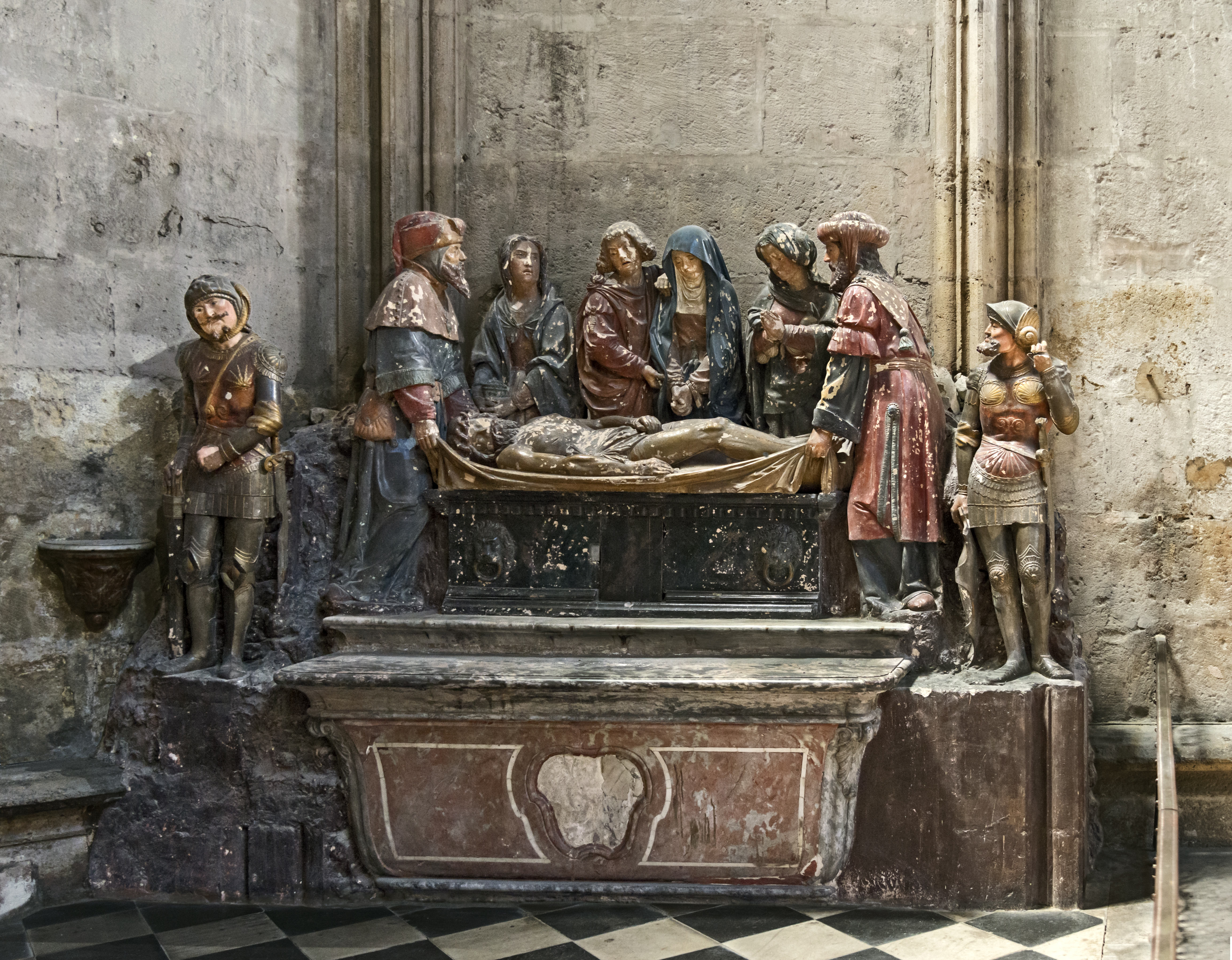
Die Grablegung

### Binnenchor
Der Hochaltar stammt aus den Jahren 1694 bis 1695 von Laurel, nach Zeichnungen von Jules Hardouin-Mansart. Im Jahr 1752 wurde der Altar von Joseph Gitard umgebaut, und 1841 fertigte Viollet-le-Duc den Tabernakel und das Altarbild an. Das Ensemble steht unter Denkmalschutz.

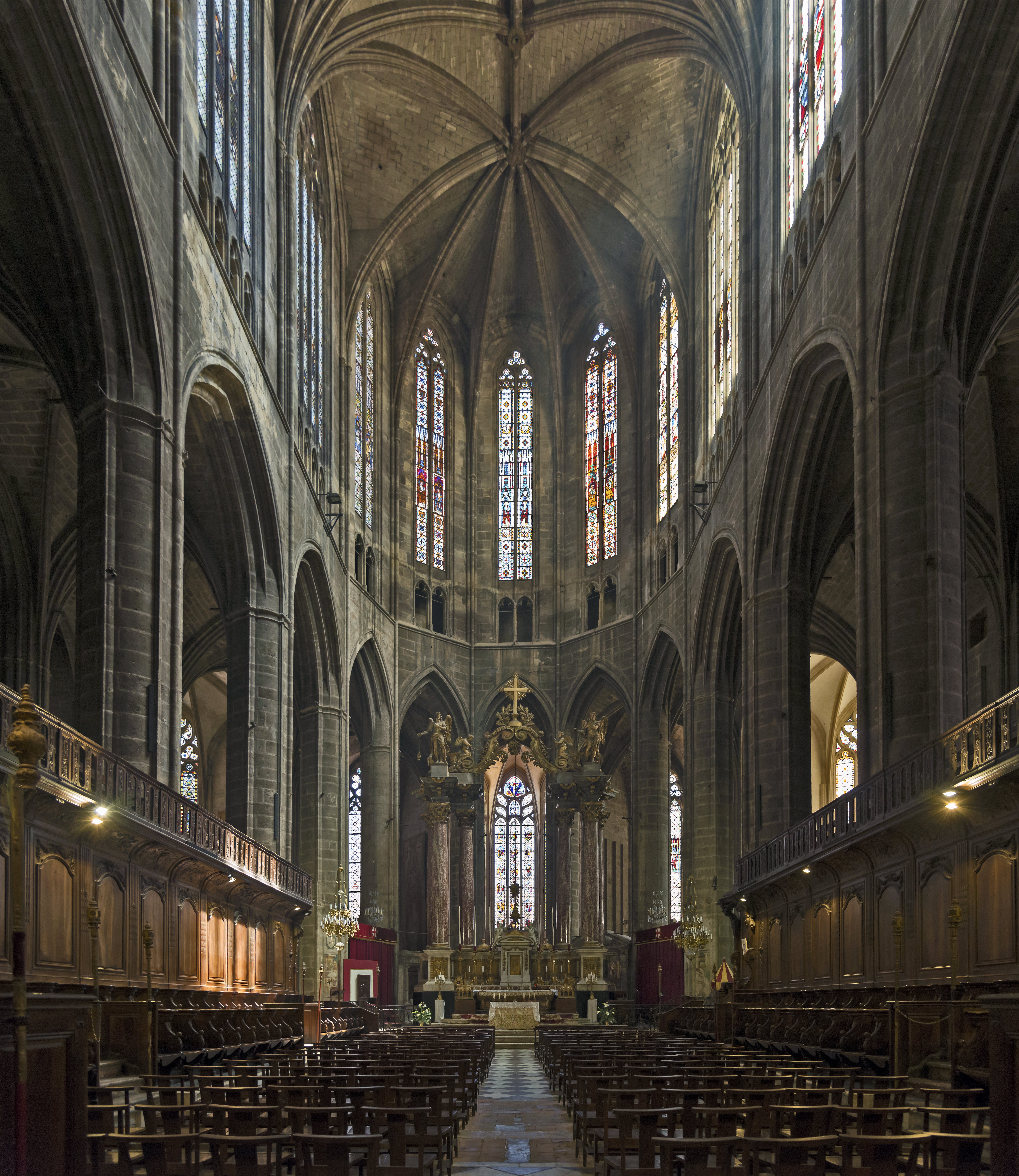
Innenansicht des Chors mit Chorgestühl
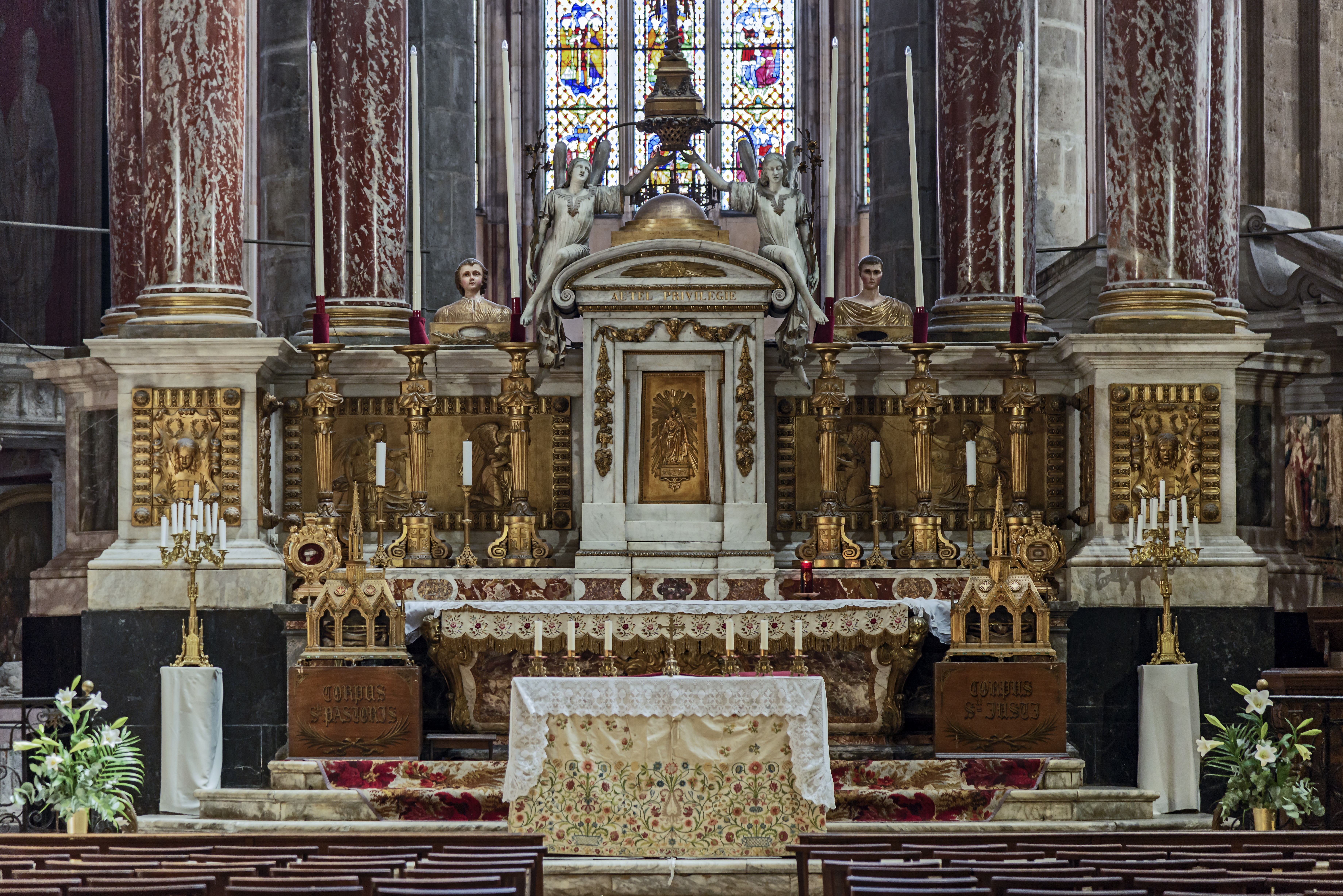
Der Hochaltar

## Die Kirchenmusik in der Kathedrale
Das Domkapitel von Narbonne unterhielt im 18. Jahrhundert ein bedeutendes Musikkorpus. Am Vorabend der Revolution bestand sie aus 2 Organisten, 5 erwachsenen Sängern, 8 Ministranten und 4 Instrumentalisten für die Begleitung der Stimmen (Serpent, Fagott und 2 Celli) unter der Leitung des Musikmeisters und Komponisten Pierre Maris, der auch für die Pflege und Ausbildung der Ministranten zuständig war. Diese Musiker sangen und spielten während der Hauptgottesdienste in der Mitte des Kathedralchors.
Heute übernehmen die Petits Chanteurs de Narbonne, ein Knabenchor, der sich aus Kindern im Alter von 8 bis 14 Jahren zusammensetzt, die liturgische und musikalische Aufgabe der ehemaligen und angesehenen Domherrschaft von Saint-Just und Saint-Pasteur. Geleitet wird der Chor von Cécile Capomaccio, einer Absolventin des Konservatoriums von Toulouse.
Das gesamte musikalische Programm wird von der Gesellschaft für Orgeln in Narbonne in Zusammenarbeit mit der Stadtverwaltung im Rahmen des Festival des Orgues de Narbonne gestaltet. Seit Mai 2017 wird die Wartung des Instruments von der Orgelbauerin Léa Nencioli mit Sitz in Auvillar durchgeführt.
Im November 2017 wurden Samuel Poujade zum Titularorganisten und Jean-François Escourrou zum stellvertretenden Titularorganisten für das Instrument sowie für die anderen Orgeln der Stadt ernannt. Christine Latore, lyrischer Sopran, ist für die geistliche Musik zuständig.

## Glocken
Bereits Ende des 18. Jahrhunderts konnten die Glockenspieler der Alard-Dynastie auf dem Glockenspiel der Kathedrale Menuette und Kirchenlieder spielen. Heute verfügt sie über ein Glockenspiel mit 36 Glocken, von denen die meisten 1931 von der Gießerei Paccard gegossen und 1982 aus Algerien zurückgebracht wurden. Dieses Glockenspiel wurde im Jahr 2013 renoviert.
Die vier Glocken werden freischwingend geläutet und wurden von den Gießereien Triadou-Amans und Paccard gegossen. Sie stammen jeweils aus den Jahren 1817, 1886, 1982 und 1886 und haben einen Durchmesser von 130 cm (Schlagton D#3), 112 cm (Schlagton F#3), 100 cm (Schlagton G#3) und 84 cm (Schlagton A#3).
Die Hummel oder die Uhrenglocke befindet sich oben auf dem Tour du Midi auf der Terrasse. Sie wurde 1527 von Jean Largoys (in Montauban) gegossen und ist von einem Käfig oder einem eisernen Rahmen nach Art eines Campanile umgeben. Sie ist nicht zum freischwingenden Läuten eingerichtet und dient nur als Uhrenglocke. Mit einem Durchmesser von etwas mehr als 2 Metern ist sie zusammen mit der Glocke des Campanile der Kathedrale Saint-Jean-Baptiste in Perpignan die größte Glocke im Languedoc-Roussillon.

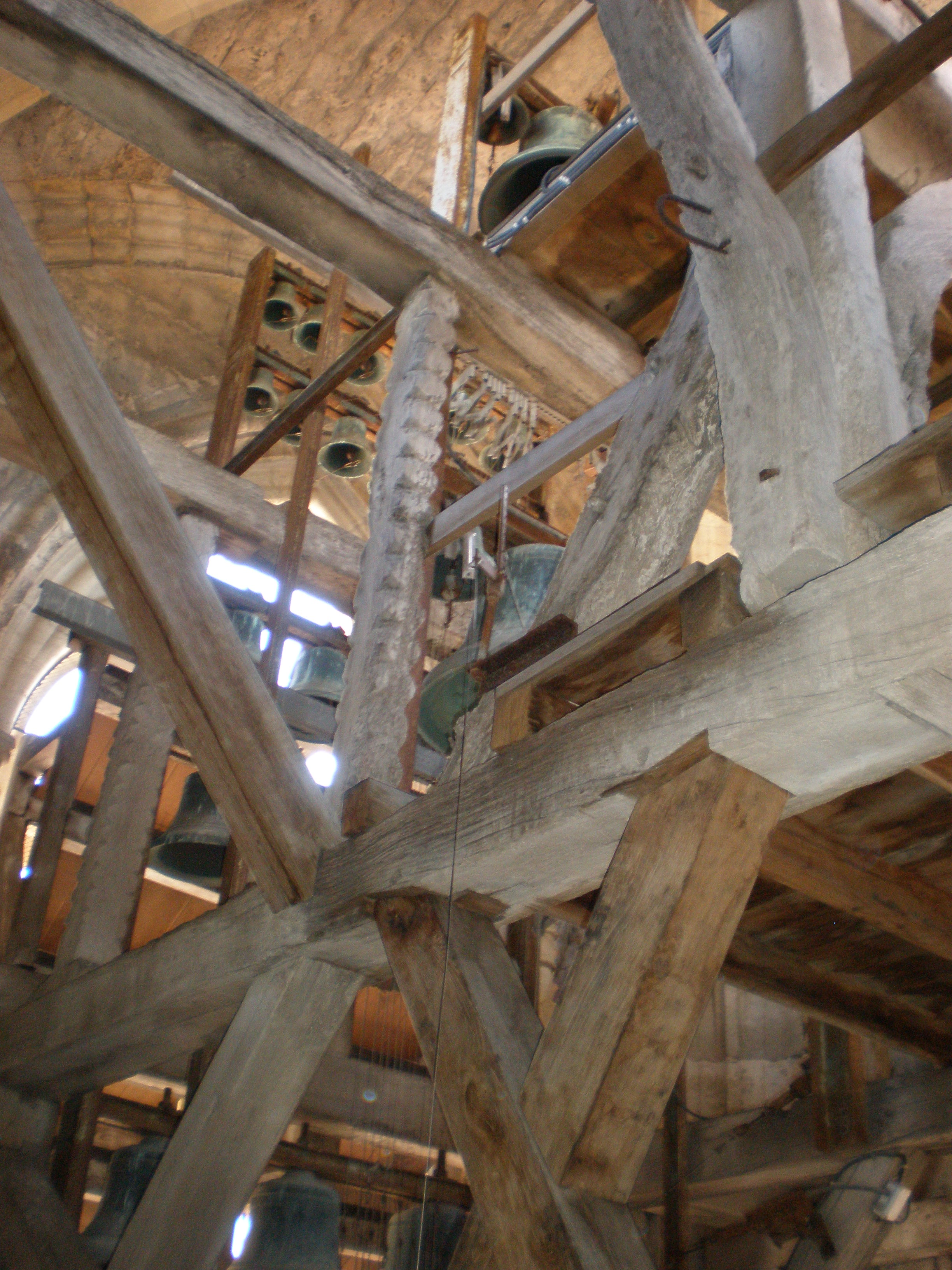
Der Glockenstuhl, mit 36 Glocken des Glockenspiels
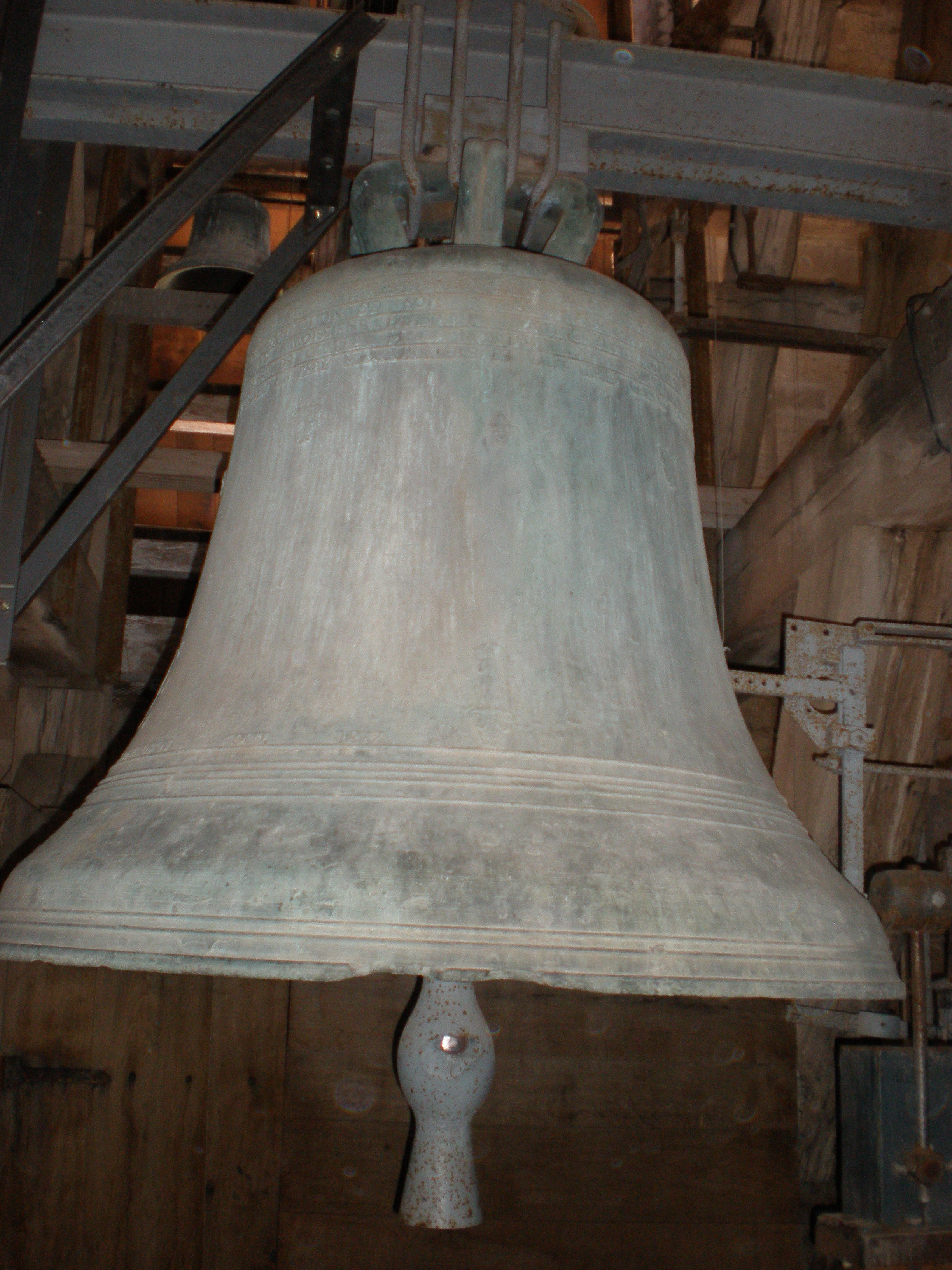
Glocke 1 (D#3)
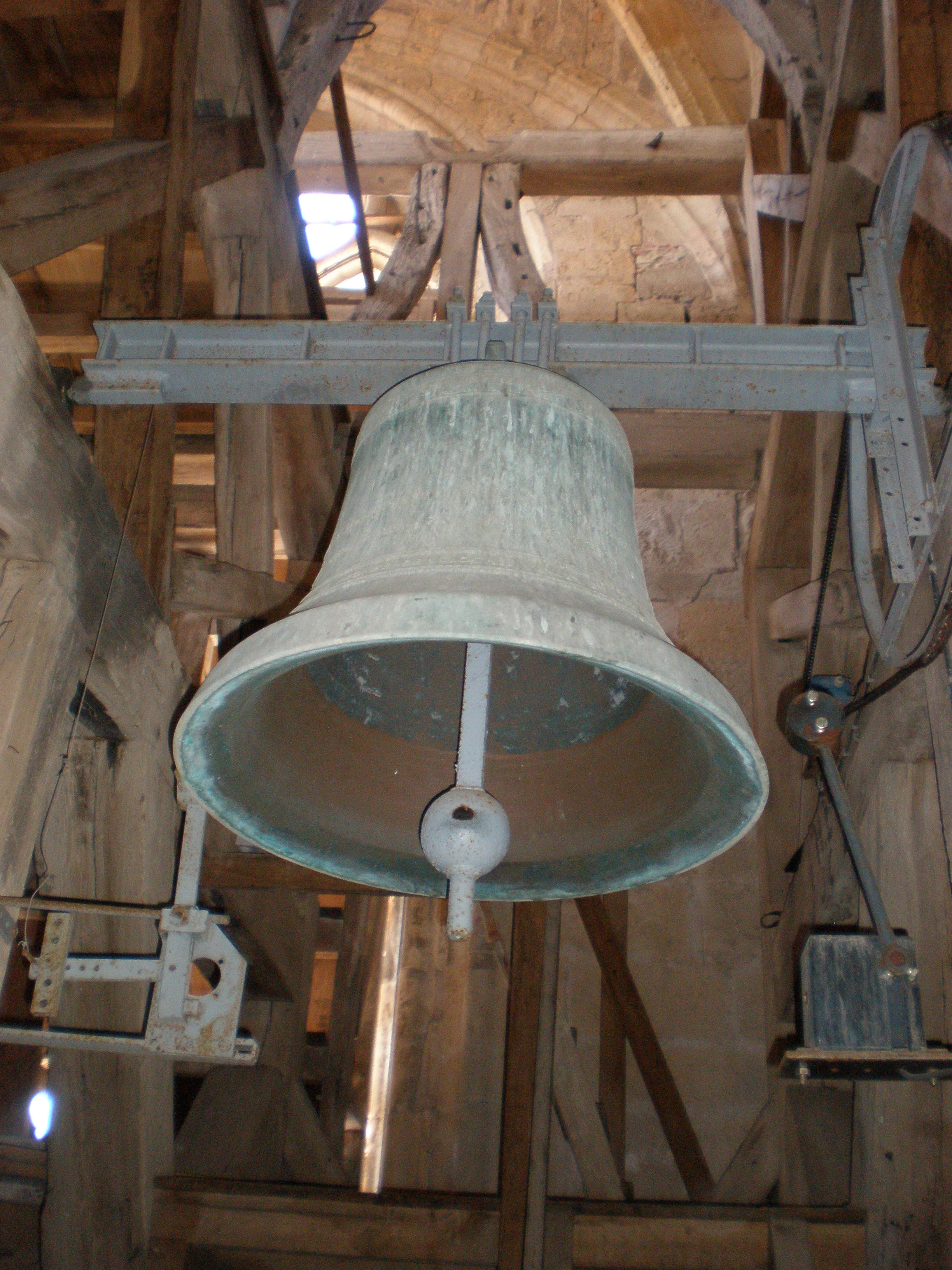
Glocke 2 (F#3)
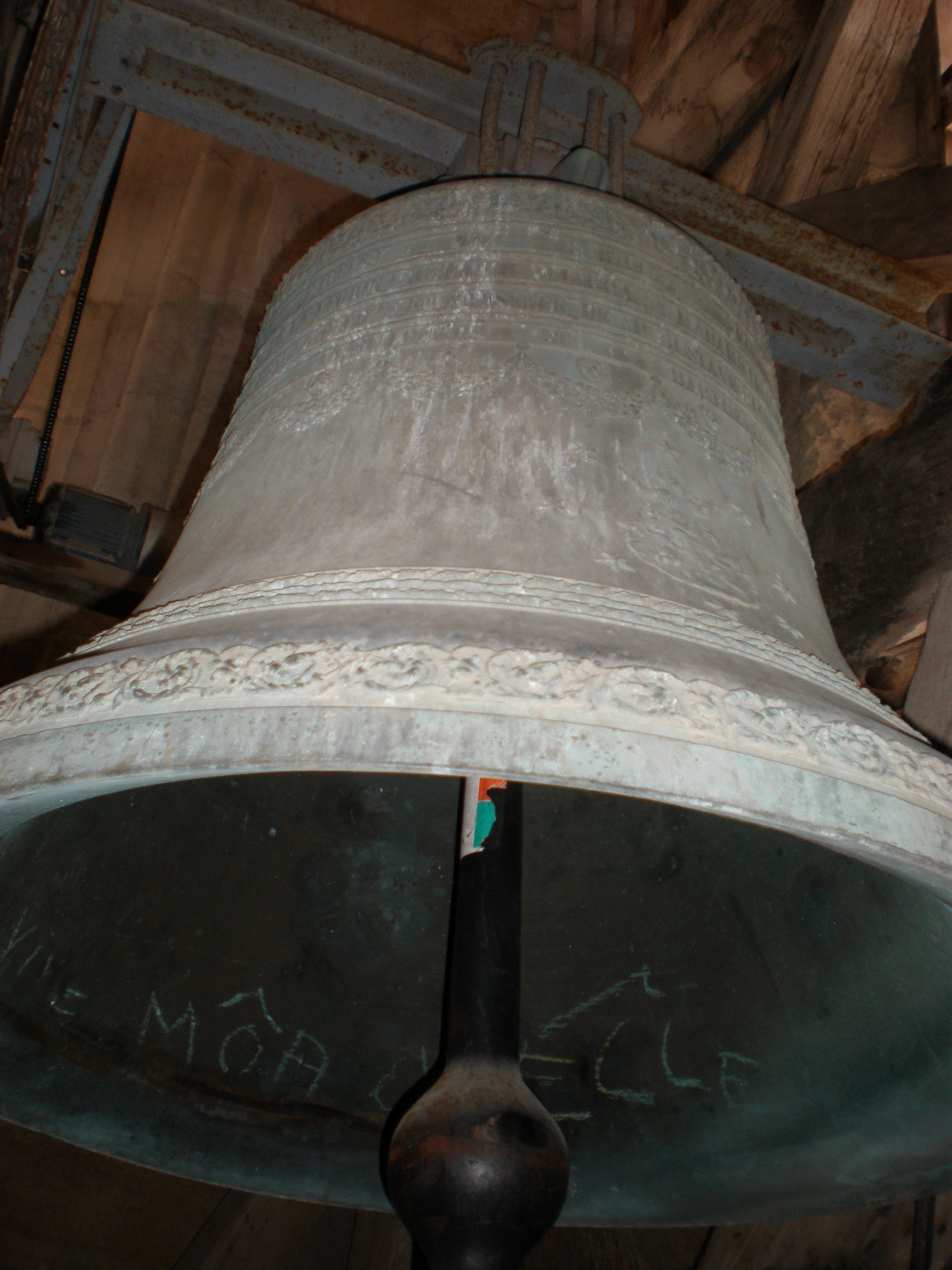
Glocke 3 (G#3)
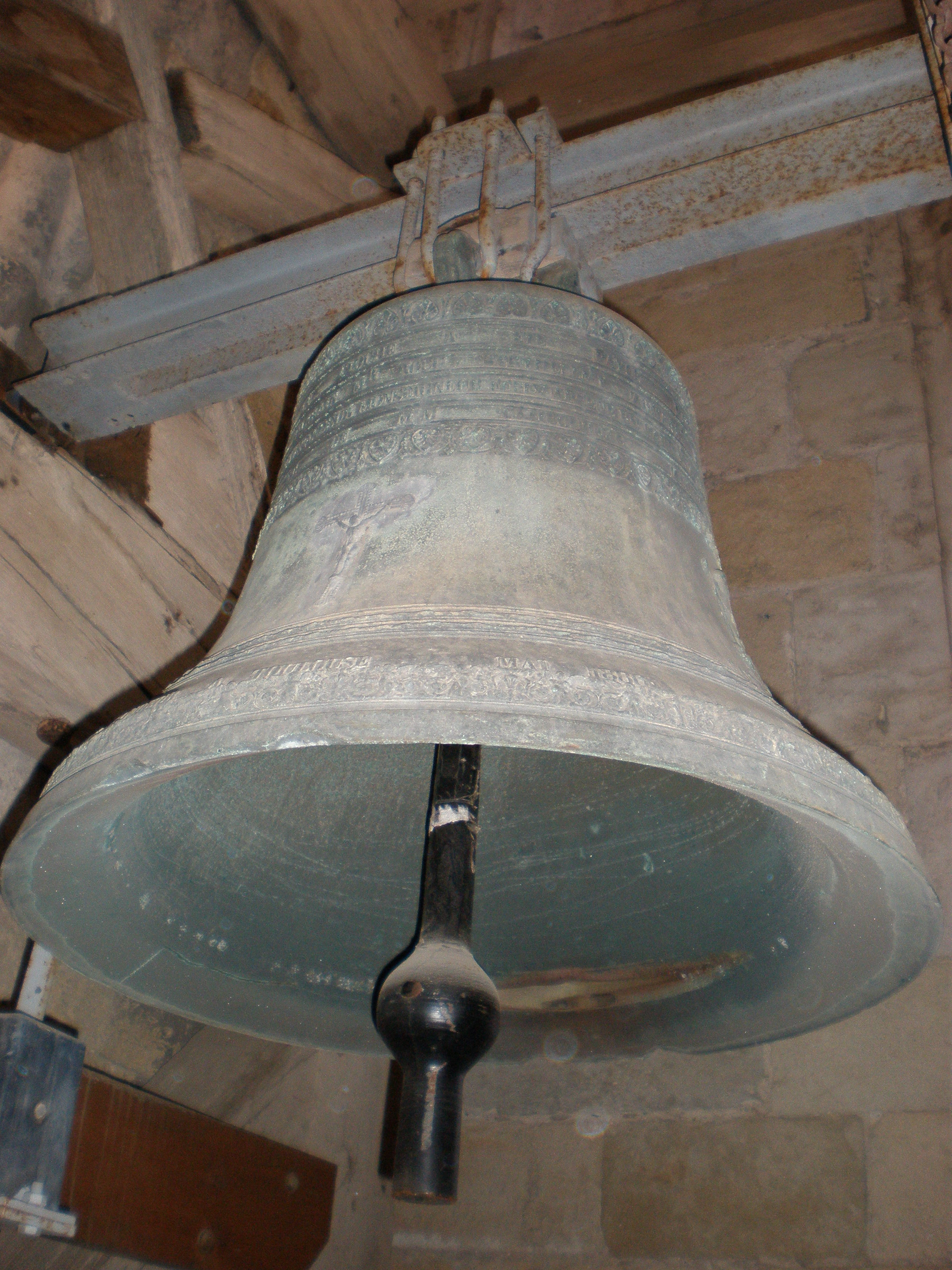
Glocke 4 (A#3)

## Orgel

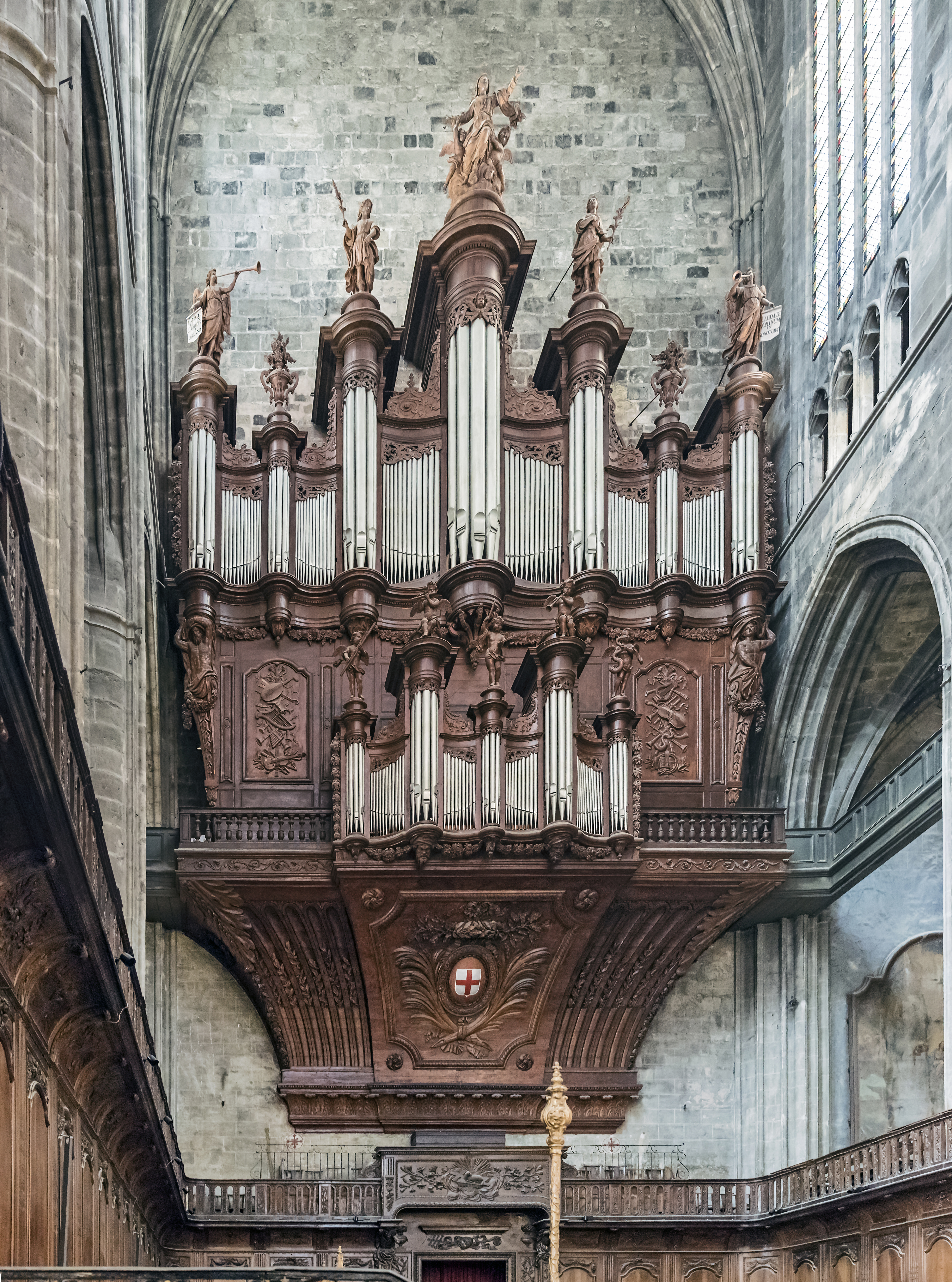
Orgel

Von allen französischen Orgelgehäusen des 18. Jahrhunderts ist das in der Kathedrale von Narbonne zweifelsohne eines der bedeutendsten. Die Orgel von beeindruckenden Ausmaßen (Höhe: 21 m, Breite: 13 m, Empore in 14 m Höhe) ist an der Rückwand aufgehängt. Erbaut wurde sie von Christophe Moucherel, einem Orgelbauer aus Toul, 1742 fertiggestellt und danach regelmäßig gewartet, vor allem von Jean-François Lépine zwischen 1766 und 1770 und dann von Théodore Puget zwischen 1856 und 1858.
Das Instrument hat heute 68 Register auf vier Manualen und Pedal. Die Spieltrakturen und Registertrakturen sind elektrisch.
| I Rückpositiv C–g3 |        |
| Montre             | 8′     |
| Bourdon            | 8′     |
| Prestant           | 4′     |
| Flûte              | 4′     |
| Nazard             | 2 ⁄3′  |
| Doublette          | 2′     |
| Quarte de Nazard   | 2′     |
| Tierce             | 1 3⁄5′ |
| Larigot            | 1 ⁄3′  |
| Fourniture III     |        |
| Cymbale III        |        |
| Trompette          | 8′     |
| Cromorne           | 8′     |
| Clairon            | 4′     |
| Tremblant          |        |

| II Hauptwerk C–g3 |        |
| Montre            | 16′    |
| Bourdon           | 16′    |
| Montre            | 8′     |
| Bourdon           | 8′     |
| Flûte harmonique  | 8′     |
| Salicional        | 8′     |
| Prestant          | 4′     |
| Flûte             | 4′     |
| Grosse Tierce     | 3 1⁄5′ |
| Doublette         | 2′     |
| Piccolo           | 1′     |
| Cornet V          | 8′     |
| Fourniture V      |        |
| Cymbale IV        |        |
| Bombarde          | 16′    |
| Trompette         | 8′     |
| Clairon           | 4′     |

| III Schwellwerk C–g3 |        |
| Bourdon              | 8′     |
| Salicional           | 8′     |
| Unda Maris           | 8′     |
| Flûte                | 4′     |
| Nazard               | 2 ⁄3′  |
| Doublette            | 2′     |
| Tierce               | 1 3⁄5′ |
| Plein-Jeu II-IV      |        |
| Trompette            | 8′     |
| Musette              | 8′     |
| Clairon              | 4′     |

| IV Schwellwerk C–g3 |     |
| Bourdon             | 16′ |
| Flûte harmonique    | 8′  |
| Gambe               | 8′  |
| Voix céleste        | 8′  |
| Flûte               | 4′  |
| Octavin             | 2′  |
| Cornet V            | 8′  |
| Bombarde            | 16′ |
| Trompette           | 8′  |
| Voix humaine        | 8′  |
| Basson-Hautbois     | 8′  |
| Clairon             | 4′  |
| Tremblant           |     |

| Pedalwerk C–f1 |         |
| Principal      | 16′     |
| Bourdon        | 16′     |
| Flûte          | 16′     |
| Quinte         | 10 2⁄3′ |
| Principal      | 8′      |
| Bourdon        | 8′      |
| Flûte          | 8′      |
| Principal      | 4′      |
| Flûte          | 4′      |
| Bombarde       | 32′     |
| Bombarde       | 16′     |
| Trompette      | 8′      |
| Chalumeau      | 4′      |

## Ehemaliger Erzbischöflicher Palast
Mit der Kathedrale durch einen Kreuzgang der zweiten Hälfte des 14. Jahrhunderts verbunden ist der ehemalige Palast der Erzbischöfe von Narbonne. Er steht vermutlich an der Stelle des antiken Kapitols. Er besteht aus dem Alten Palast romanischen Ursprungs und dem Neuen Palast im gotischen Stil. An der Fassade befinden sich drei quadratische Türme aus dem 13. und 14. Jahrhundert. Seit dem 19. Jahrhundert beherbergt er das Rathaus, das Kunst- und Geschichtsmuseum und das Archäologische Museum.

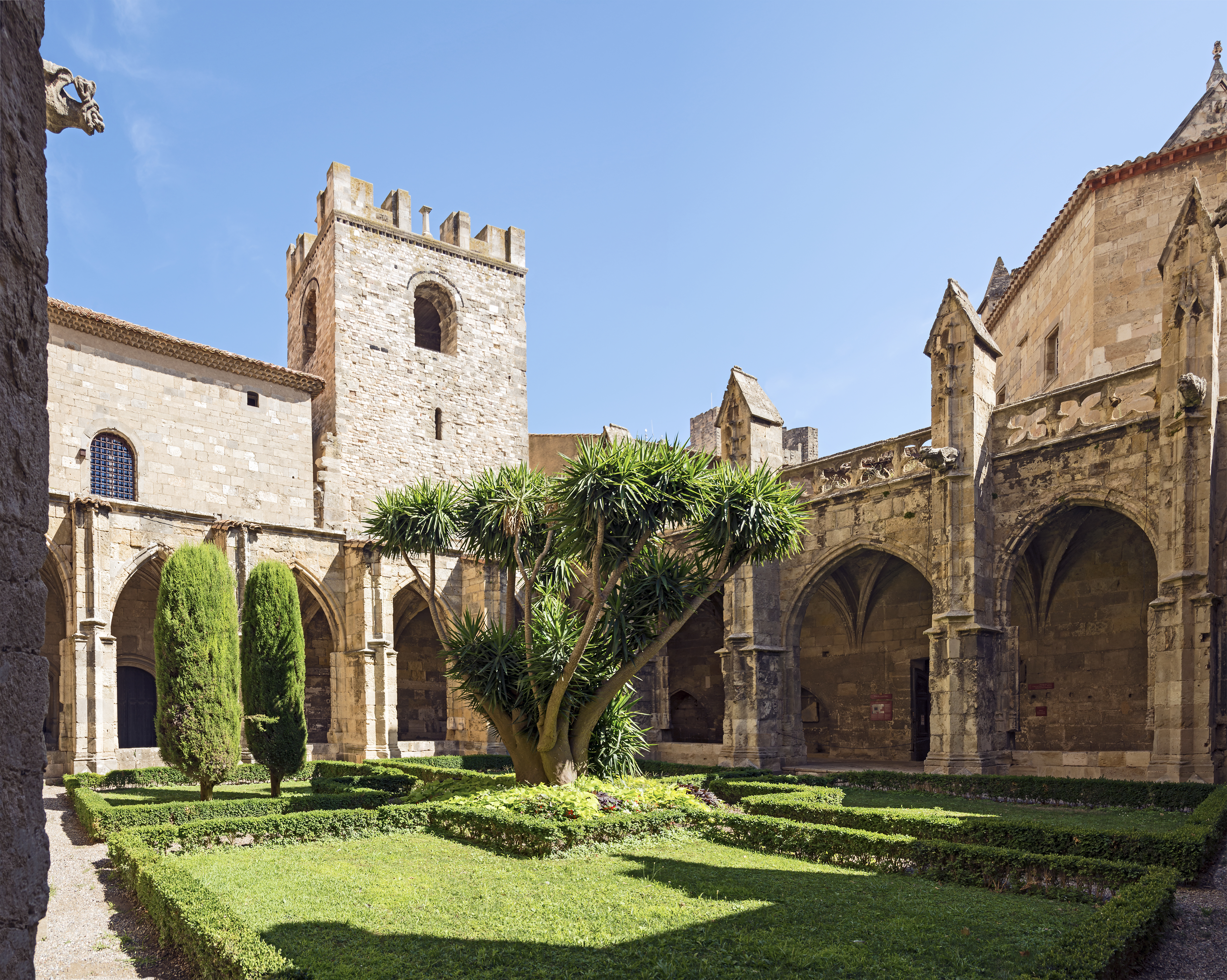
Kreuzgang
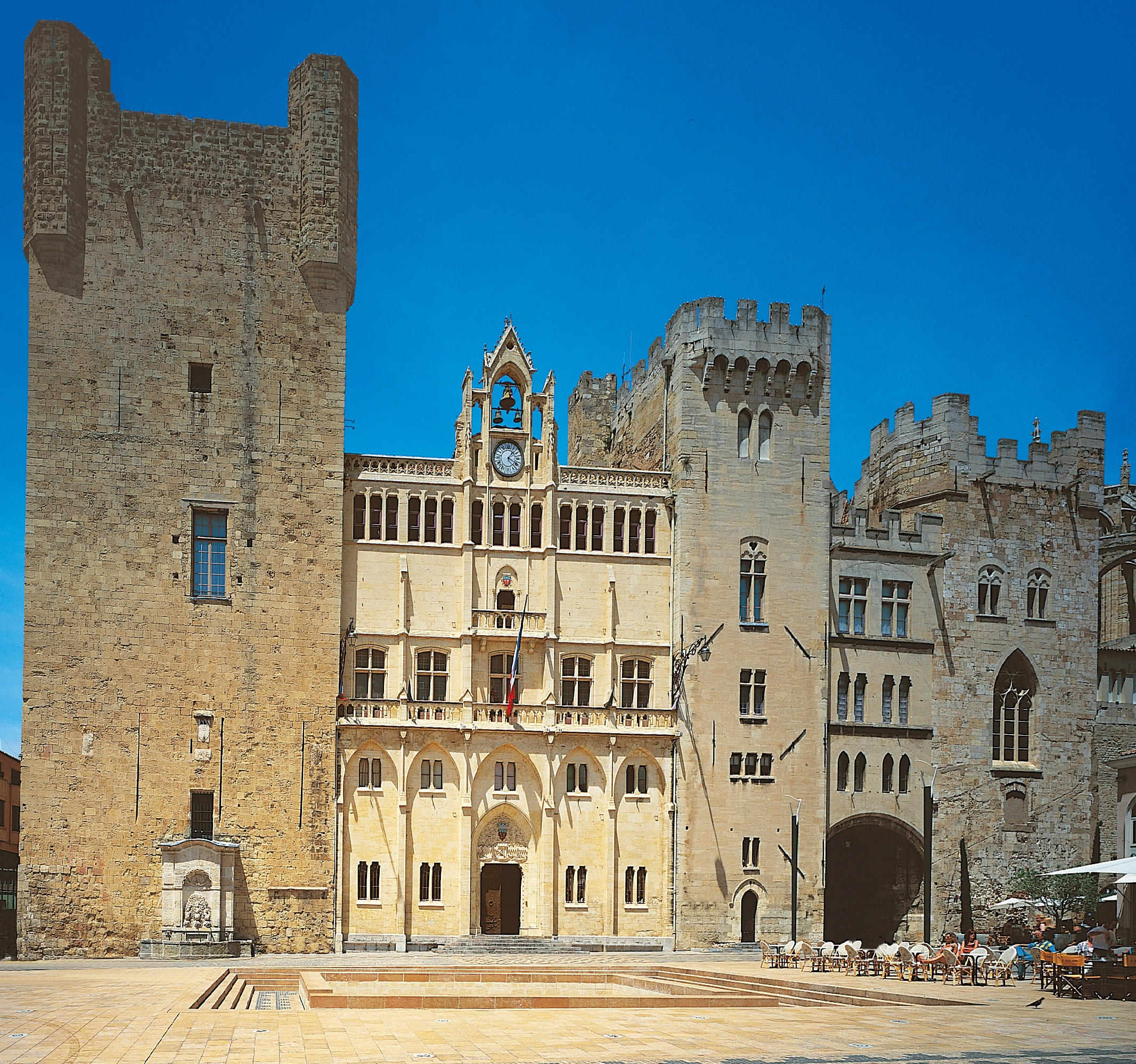
Palast der Erzbischöfe (Frontseite)
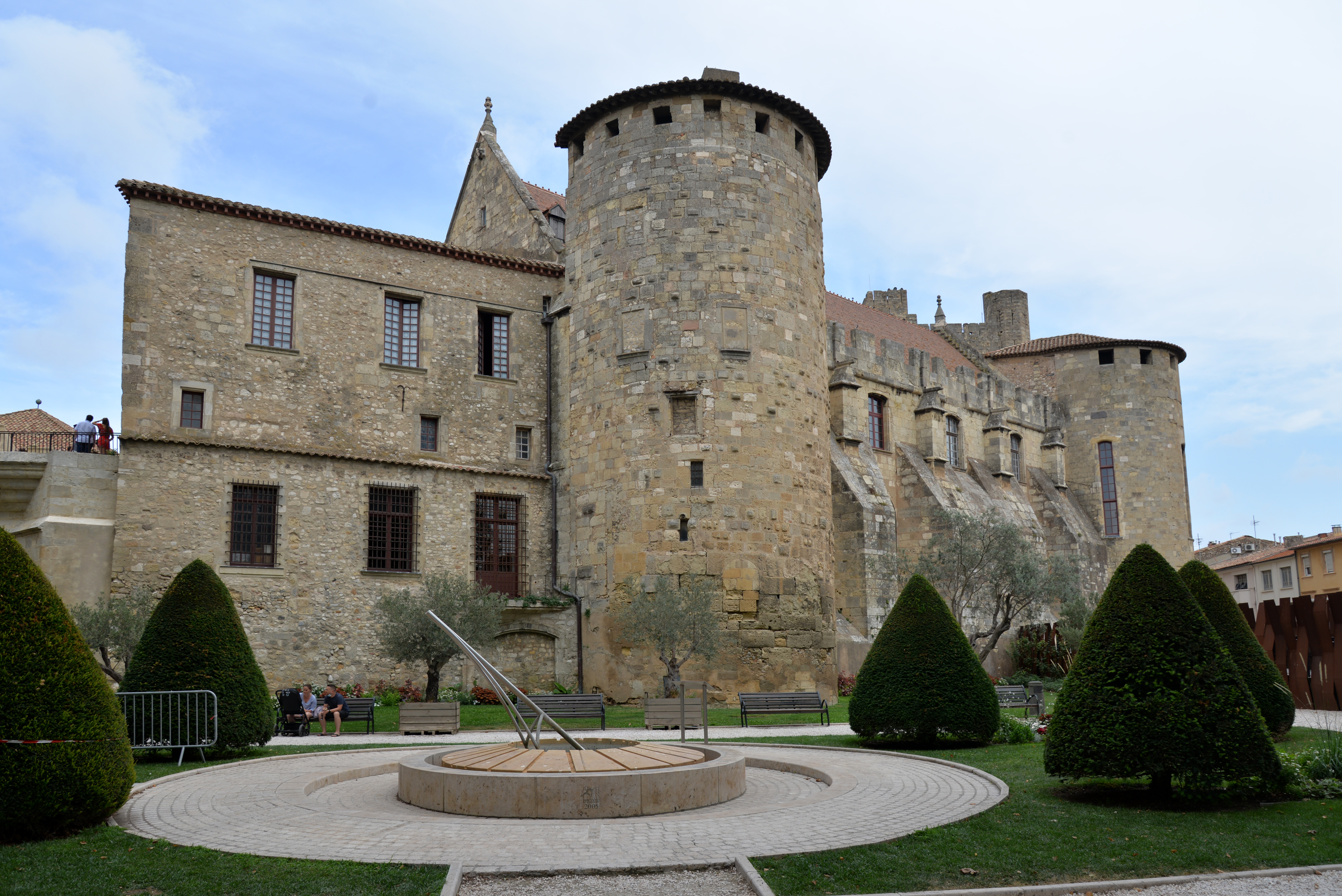
Palast der Erzbischöfe (Rückseite)
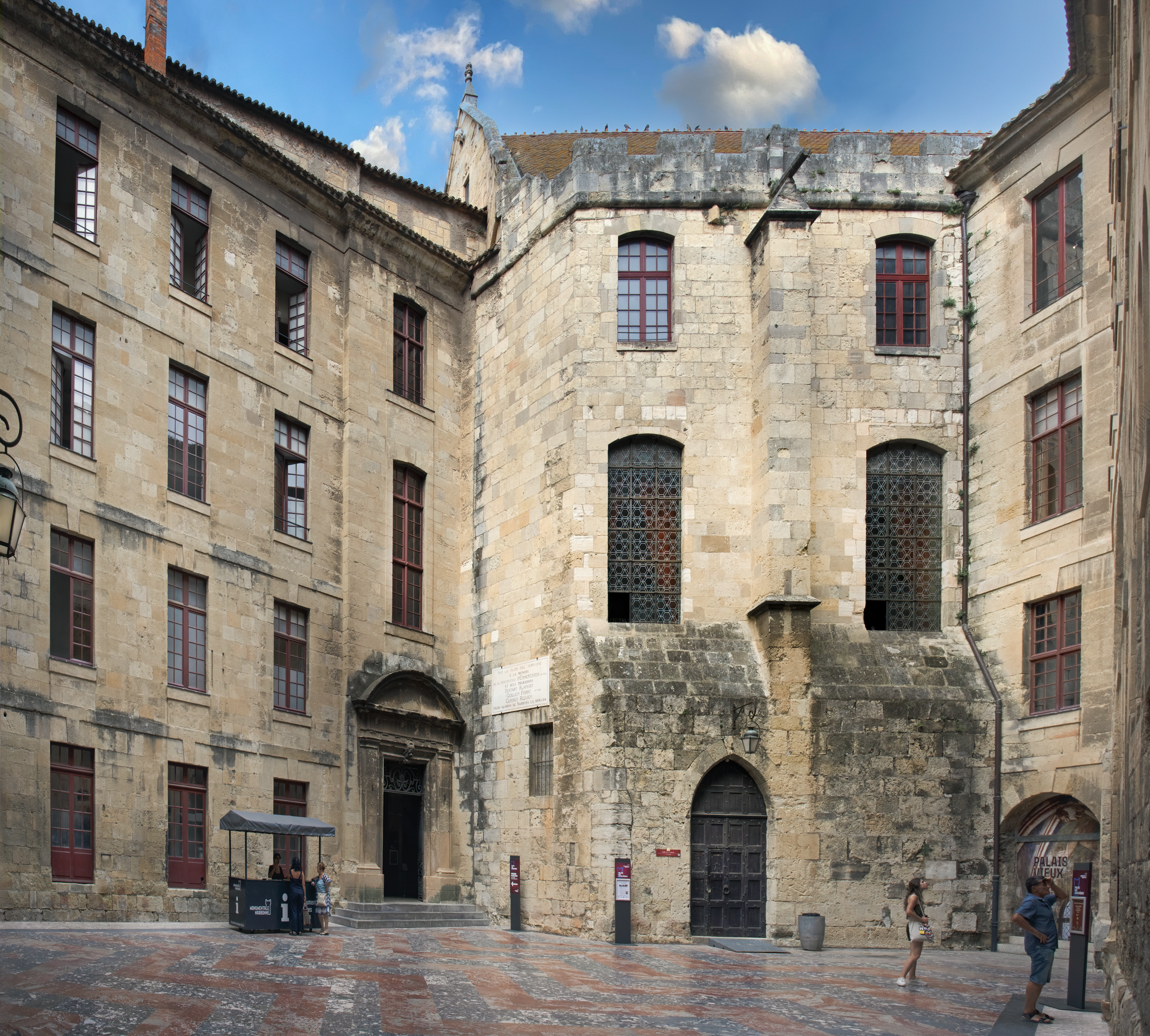
Innenhof